# Guerra Civil Iugoslava
A Guerra Civil Iugoslava (português brasileiro) ou Jugoslava (português europeu) ou Guerras Iugoslavas (português brasileiro) ou Jugoslavas (português europeu) foram uma série de conflitos étnicos separados, mas relacionados, guerras de independência e insurgências que ocorreram na República Socialista Federativa da Iugoslávia de 1991 a 2001. Os conflitos levaram e resultaram da divisão da Iugoslávia, que começou em meados de 1991, em seis países independentes, correspondentes às seis entidades conhecidas como repúblicas que anteriormente constituíam a Iugoslávia: Eslovênia, Croácia, Bósnia e Herzegovina, Montenegro, Sérvia e Macedônia (agora chamada de Macedônia do Norte). As repúblicas constituintes da Iugoslávia declararam independência devido a tensões não resolvidas entre as minorias étnicas nos novos países, que alimentaram as guerras. Embora a maioria dos conflitos tenha terminado através de acordos de paz que envolveram o pleno reconhecimento internacional de novos Estados, resultaram num número enorme de mortes, bem como em graves danos económicos para a região.
Durante os estágios iniciais da dissolução da Iugoslávia, o Exército Popular Iugoslavo (JNA) procurou preservar a unidade da nação iugoslava, esmagando todos os governos republicanos. No entanto, ficou cada vez mais sob a influência de Slobodan Milošević, cujo governo invocou o nacionalismo sérvio como um substituto ideológico para o enfraquecido sistema comunista. Como resultado, o JNA começou a perder eslovenos, croatas, albaneses kosovares, bósnios e macedônios, e tornou-se efetivamente uma força de combate composta apenas por sérvios e montenegrinos. De acordo com um relatório de 1994 da Organização das Nações Unidas (ONU), o lado sérvio não pretendia restaurar a Iugoslávia; em vez disso, pretendia criar uma “Grande Sérvia” a partir de partes da Croácia e da Bósnia. Outros movimentos irredentistas também foram associados às Guerras Iugoslavas, como a "Grande Albânia" (do Kosovo, ideia abandonada após a diplomacia internacional)  e a "Grande Croácia" (de partes da Herzegovina, abandonadas em 1994 com o Acordo de Washington).
Muitas vezes descritas como um dos conflitos armados mais mortíferos da Europa desde a Segunda Guerra Mundial, as Guerras Iugoslavas foram marcadas por muitos crimes de guerra, incluindo genocídio, crimes contra a humanidade, limpeza étnica e violações em massa durante a guerra. O genocídio na Bósnia foi o primeiro evento europeu em tempo de guerra a ser formalmente classificado como de carácter genocida desde as campanhas militares da Alemanha Nazista, e muitos dos principais indivíduos que o perpetraram foram posteriormente acusados de crimes de guerra; o Tribunal Penal Internacional para a ex-Iugoslávia (TPIJ) foi estabelecido pela ONU em Haia, Holanda, para processar todos os indivíduos que cometeram crimes de guerra durante os conflitos. De acordo com o Centro Internacional para a Justiça Transicional, as Guerras Jugoslavas resultaram na morte de 140 000 pessoas, enquanto o Centro de Direito Humanitário estima pelo menos 130 000 vítimas. Ao longo da sua década de duração, os conflitos resultaram em grandes crises humanitárias e de refugiados.

## Nomeações
As Guerras Iugoslavas foram alternativamente referidas como:
- "Guerras nos Bálcãs"
- "Guerras/Conflitos na ex-Iugoslávia"[31]
- "Guerras de Secessão/Sucessão Iugoslava"
- "Terceira Guerra dos Balcãs": termo usado no título de um livro do jornalista britânico Misha Glenny que alude às duas Guerras dos Balcãs anteriores travadas de 1912 a 1913.[32] No entanto, alguns historiadores contemporâneos aplicaram anteriormente este termo à Primeira Guerra Mundial, porque acreditam ser uma sequência direta das guerras de 1912–13[33]
- "Guerra Civil Iugoslava", "Guerra Civil na Iugoslávia"

## Prelúdio

Um mapa das seis repúblicas iugoslavas e das duas províncias autônomas entre 1945 e 1992.

O estado da Iugoslávia foi criado no rescaldo da Primeira Guerra Mundial, e a sua população era maioritariamente composta por cristãos eslavos do sul, embora a nação também tivesse uma minoria muçulmana substancial. O conflito étnico claro entre os povos iugoslavos só se tornou proeminente no século XX, começando com as tensões sobre a constituição do Reino dos Sérvios, Croatas e Eslovenos no início da década de 1920 e aumentando para a violência entre sérvios e croatas no final da década de 1920, após o assassinato do político croata Stjepan Radić. Esta nação durou de 1918 a 1941, quando foi invadida pelas potências do Eixo durante a Segunda Guerra Mundial, que forneceu apoio ao fascista croata Ustaše (fundado em 1929), cujo regime realizou o genocídio de sérvios, judeus e ciganos executando pessoas em campos de concentração e cometendo outros crimes sistemáticos e em massa dentro do seu território.
Os Chetniks predominantemente sérvios, um movimento realista iugoslavo e nacionalista sérvio e força de guerrilha, cometeram crimes em massa contra muçulmanos e croatas que são considerados um genocídio por vários autores, e também apoiaram a instauração de uma monarquia sérvia e o estabelecimento de uma federação iugoslava. Os Partisans Iugoslavos liderados pelos comunistas conseguiram apelar a todos os grupos, incluindo sérvios, croatas e bósnios, e também se envolveram em assassinatos em massa. Em 1945, a República Popular Federal da Jugoslávia foi estabelecida sob Josip Broz Tito, que manteve uma liderança fortemente autoritária que suprimiu o nacionalismo.
Após a morte de Tito em 1980, as relações entre as seis repúblicas da federação deterioraram-se. a Eslovênia, a Croácia e o Kosovo desejavam maior autonomia dentro da confederação iugoslava, enquanto a Sérvia procurava fortalecer a autoridade federal. À medida que se tornou claro que não havia uma solução aceitável para todas as partes, a Eslovênia e a Croácia avançaram para a independência. Embora as tensões na Iugoslávia tenham aumentado desde o início da década de 1980, os acontecimentos de 1990 revelaram-se decisivos. No meio das dificuldades económicas e da queda do comunismo na Europa Oriental em 1989, a Iugoslávia enfrentava um nacionalismo crescente entre os seus vários grupos étnicos. No início da década de 1990, não havia autoridade efetiva em nível federal. A Presidência Federal era composta por representantes das seis repúblicas, duas províncias e do Exército Popular Iugoslavo, e a liderança comunista estava dividida em linhas nacionais.

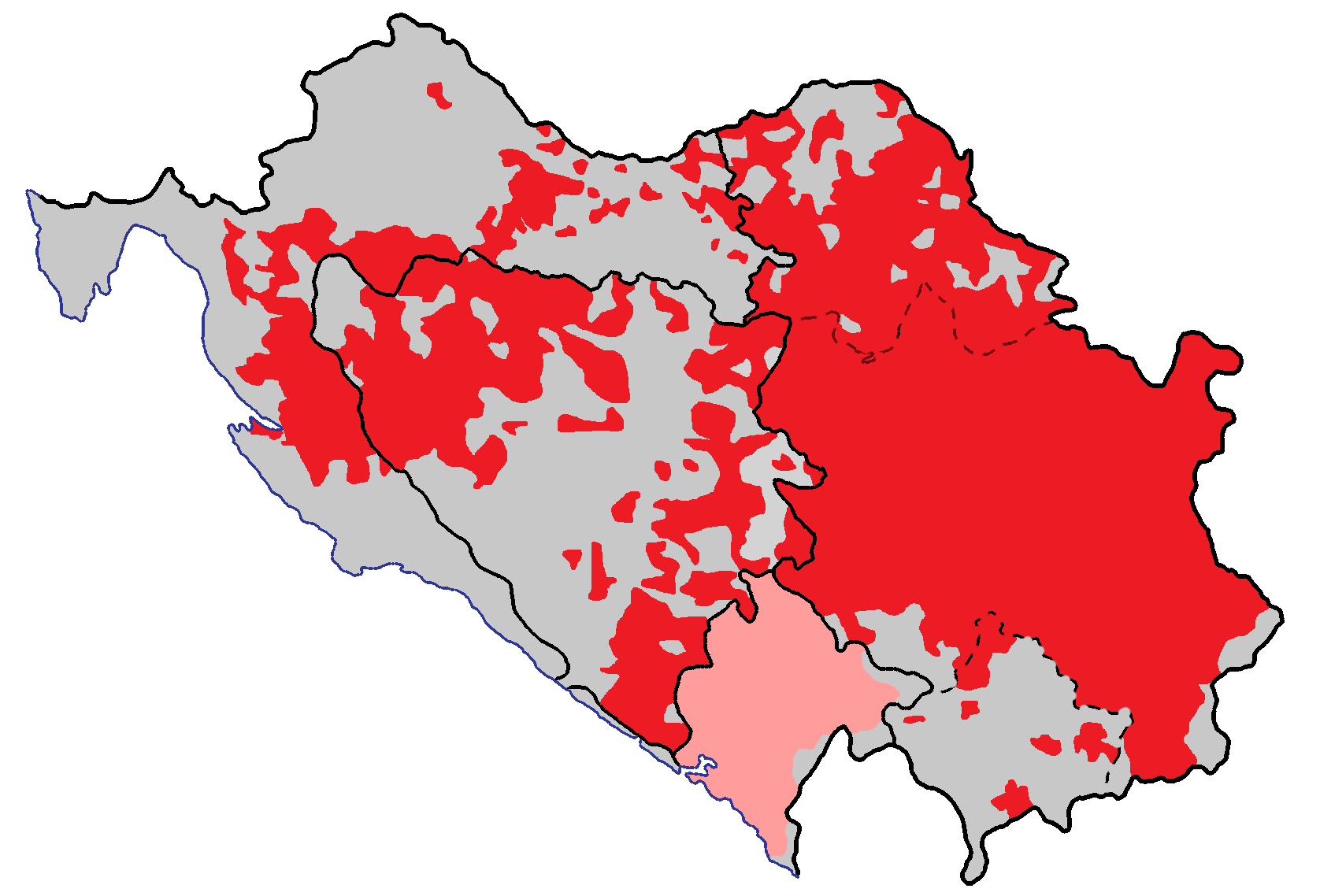
A distribuição de sérvios e montenegrinos na Croácia, Bósnia, Montenegro e Sérvia em 1981.

Os representantes da Voivodina, Kosovo e Montenegro foram substituídos por legalistas do Presidente da Sérvia, Slobodan Milošević. A Sérvia obteve quatro dos oito votos da presidência federal  e foi capaz de influenciar fortemente a tomada de decisões a nível federal, uma vez que todas as outras repúblicas jugoslavas tinham apenas um voto. Enquanto a Eslovênia e a Croácia queriam permitir um sistema multipartidário, a Sérvia, liderada por Milošević, exigia uma federação ainda mais centralizada e o papel dominante da Sérvia nela.
No 14º Congresso Extraordinário da Liga dos Comunistas da Iugoslávia, em Janeiro de 1990, a assembleia dominada pela Sérvia concordou em abolir o sistema de partido único. No entanto, Slobodan Milošević, o chefe da secção do Partido Sérvio (Liga dos Comunistas da Sérvia) usou a sua influência para bloquear e rejeitar todas as outras propostas dos delegados dos partidos croata e esloveno. Isto levou as delegações croata e eslovena a abandonarem o partido e, portanto, à dissolução do partido, um evento simbólico que representa o fim da "fraternidade e da unidade".
O inquérito aos cidadãos jugoslavos realizado em 1990 mostrou que a animosidade étnica existia em pequena escala. Em comparação com os resultados de 25 anos antes, houve um aumento significativo na distância étnica entre os sérvios e montenegrinos em relação aos croatas e eslovenos e vice-versa.
Após as declarações de independência da Croácia e da Eslovênia em 1991, o governo federal iugoslavo tentou deter à força a iminente dissolução do país, com o primeiro-ministro iugoslavo, Ante Marković, declarando que as secessões da Eslovênia e da Croácia eram ilegais e contrárias à constituição da Iugoslávia. e também expressou o seu apoio ao Exército Popular Iugoslavo, a fim de garantir a unidade integral da Iugoslávia. Os eslovenos (representados por Milan Kučan e Lojze Peterle)  e os croatas argumentaram que o ato não era secessão, mas dissociação (em esloveno:  razdruževanje, em croata:  razdruživanje) da Iugoslávia, já que a federação foi originalmente estabelecida como uma união voluntária de povos. A Comissão Badinter decidiu em Novembro de 1991 que o ato não era uma secessão, mas uma separação, tal como previsto pela constituição da segunda Iugoslávia.
De acordo com Stephen A. Hart, autor de Partisans: War in the Balkans 1941–1945, a região etnicamente mista da Dalmácia mantinha relações estreitas e amigáveis entre os croatas e os sérvios que ali viveram no final do século XIX e início do século XX. Muitos dos primeiros proponentes de uma Iugoslávia unida vieram desta região, como Ante Trumbić, um croata da Dalmácia. No entanto, na época da eclosão das Guerras Iugoslavas, quaisquer relações hospitaleiras entre croatas e sérvios na Dalmácia haviam sido rompidas, com os sérvios dálmatas lutando ao lado da autodeclarada proto-estado República Sérvia de Krajina.
Embora as políticas ao longo de todo o período socialista da Jugoslávia parecessem ter sido as mesmas (ou seja, que todos os sérvios deveriam viver num só Estado), o cientista político Dejan Guzina argumenta que "diferentes contextos em cada um dos subperíodos da Sérvia e da Jugoslávia socialistas renderam inteiramente resultados diferentes (por exemplo, a favor da Jugoslávia, ou a favor de uma Grande Sérvia)". Ele assume que a política sérvia mudou de conservadora-socialista no início para nacionalista xenófoba no final dos anos 1980 e 1990.
Na Sérvia e nos territórios dominados pelos sérvios, ocorreram confrontos violentos, especialmente entre nacionalistas e não nacionalistas que criticaram o governo sérvio e as entidades políticas sérvias na Bósnia e na Croácia. Os sérvios que se opuseram publicamente ao clima político nacionalista durante as guerras jugoslavas foram alegadamente assediados, ameaçados ou mortos. No entanto, após a ascensão de Milošević ao poder e a eclosão das Guerras Jugoslavas, numerosos movimentos antiguerra desenvolveram-se na Sérvia. Protestos foram realizados contra as ações do Exército Popular Iugoslavo, enquanto os manifestantes exigiam o referendo sobre a declaração de guerra e a interrupção do recrutamento militar, resultando em numerosas deserções e emigrações.
Com a escalada da crise jugoslava, o JNA tornou-se fortemente dominado pelos sérvios. De acordo com o ex-comandante do quinto exército em Zagreb, Martin Špegelj, 50% dos cargos de comando eram anteriormente ocupados por croatas, enquanto alguns anos depois, no início da guerra, todos os cargos-chave eram ocupados por sérvios.

## História

### Conflitos

#### Guerra da Independência da Eslovênia (1991)

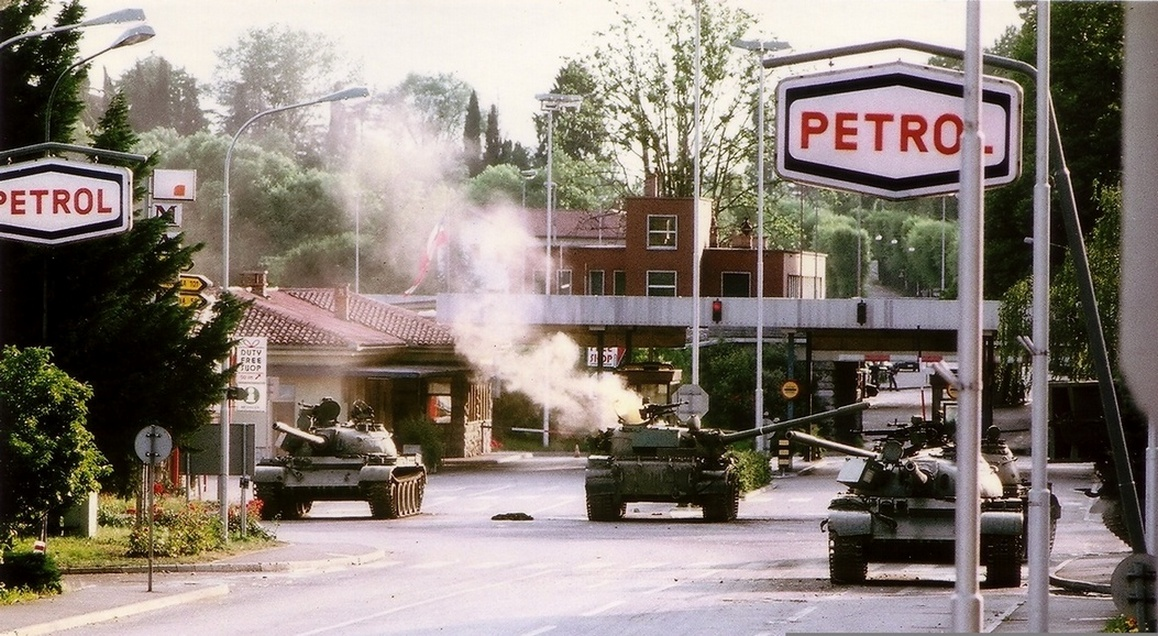
Tanques do JNA emboscados perto de Nova Gorica, na fronteira com a Itália.

O primeiro dos conflitos, conhecido como Guerra dos Dez Dias, foi iniciado pelo JNA (Exército Popular Iugoslavo) em 26 de junho de 1991, após a separação da Eslovênia da federação em 25 de junho de 1991.
Inicialmente, o governo federal ordenou ao Exército Popular Iugoslavo que protegesse as passagens de fronteira na Eslovênia. A Polícia Eslovena e a Defesa Territorial Eslovena bloquearam quartéis e estradas, provocando impasses e escaramuças limitadas em toda a república. Após várias dezenas de vítimas, o conflito limitado foi interrompido através de negociações em Brioni, em 7 de Julho de 1991, quando a Eslovênia e a Croácia concordaram com uma moratória de três meses sobre a separação. O Exército Federal retirou-se completamente da Eslovênia em 26 de outubro de 1991.

#### Guerra da Independência da Croácia (1991–1995)

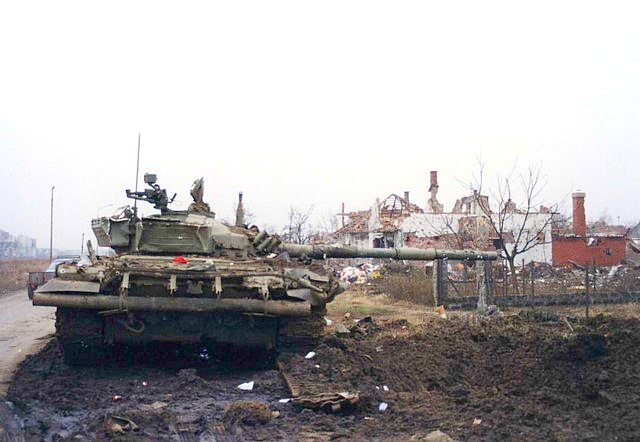
Um Tanque JNA M-84 desativado por uma mina colocada por soldados croatas em Vukovar, novembro de 1991.

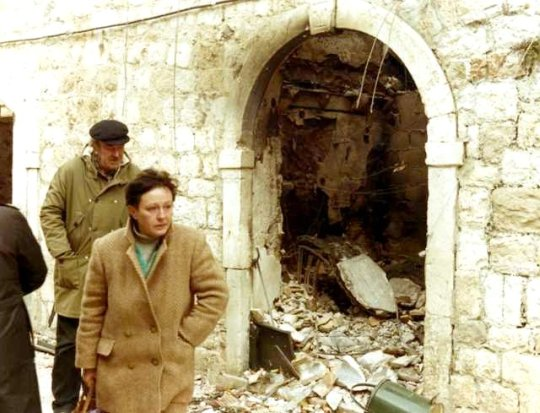
Danos após o bombardeio de Dubrovnik.

Os combates na Croácia começaram semanas antes da Guerra dos Dez Dias na Eslovênia. A Guerra da Independência da Croácia começou quando os sérvios na Croácia, que se opunham à independência croata, anunciaram a sua secessão da Croácia.
Nas eleições parlamentares de 1990 na Croácia, Franjo Tuđman tornou-se o primeiro Presidente da Croácia. Ele promoveu políticas nacionalistas e tinha como objetivo principal o estabelecimento de uma Croácia independente. O novo governo propôs mudanças constitucionais, restabeleceu a bandeira e o brasão tradicionais croatas e removeu o termo "Socialista" do título da república.  O novo governo croata implementou políticas que foram vistas como abertamente nacionalistas e de natureza antisérvia, como a remoção da escrita cirílica sérvia da correspondência em cargos públicos. Numa tentativa de contrariar as alterações introduzidas na constituição, os políticos sérvios locais organizaram um referendo sobre "soberania e autonomia sérvias" em agosto de 1990. O seu boicote transformou-se numa insurreição em áreas povoadas por etnia sérvia, principalmente em torno de Knin, conhecida como Revolução das Toras.
A polícia local em Knin apoiou a crescente insurgência sérvia, enquanto muitos funcionários do governo, principalmente policiais, onde os cargos de comando eram ocupados principalmente por sérvios e comunistas, perderam os seus empregos. A nova constituição croata foi ratificada em dezembro de 1990, e o Conselho Nacional Sérvio formou o Oblast Autônomo Sérvio de Krajina, uma autoproclamada região autônoma sérvia.
As tensões étnicas aumentaram, alimentadas pela propaganda tanto na Croácia como na Sérvia. Em 2 de maio de 1991, um dos primeiros confrontos armados entre paramilitares sérvios e a polícia croata ocorreu na Batalha de Borovo Selo. Em 19 de maio foi realizado um referendo sobre a independência, que foi amplamente boicotado pelos sérvios croatas, e a maioria votou a favor da independência da Croácia. A Croácia declarou independência e dissolveu a sua associação com a Jugoslávia em 25 de Junho de 1991. Devido ao Acordo de Brioni, foi colocada uma moratória de três meses sobre a implementação da decisão que terminou em 8 de outubro.
Os incidentes armados do início de 1991 transformaram-se numa guerra total durante o Verão, com frentes a serem formadas em torno das áreas do dissidente Oblast Autônomo. O JNA desarmou as unidades territoriais da Eslovênia e da Croácia antes da declaração de independência, a mando do presidente sérvio Slobodan Milošević. Esta situação foi grandemente agravada por um embargo de armas imposto pela ONU à Iugoslávia. O JNA era ostensivamente ideologicamente unitário, mas o seu corpo de oficiais era predominantemente composto por sérvios ou montenegrinos (70 por cento).
Como resultado, o JNA opôs-se à independência croata e aliou-se aos rebeldes sérvios croatas. Os rebeldes sérvios croatas não foram afetados pelo embargo porque foram apoiados e abastecidos pelo JNA. Em meados de julho de 1991, o JNA transferiu cerca de 70 000 soldados para a Croácia. Os combates aumentaram rapidamente, abrangendo centenas de quilómetros quadrados desde o oeste da Eslavónia, passando por Banija até à Dalmácia.
As regiões fronteiriças enfrentaram ataques diretos das forças da Sérvia e Montenegro. Em agosto de 1991, começou a Batalha de Vukovar, onde ocorreram combates ferozes com cerca de 1.800 combatentes croatas bloqueando o avanço do JNA na Eslavônia. No final de outubro, a cidade estava quase completamente devastada como resultado de bombardeios terrestres e aéreos. O Cerco de Dubrovnik começou em Outubro com o bombardeamento de Dubrovnik, Património Mundial da UNESCO, onde a imprensa internacional foi criticada por se concentrar no património arquitetônico da cidade, em vez de reportar a destruição de Vukovar na qual muitos civis foram mortos.
Em 18 de novembro de 1991, a batalha de Vukovar terminou depois que a cidade ficou sem munição. O massacre de Ovčara ocorreu logo após a captura de Vukovar pelo JNA. Entretanto, o controlo sobre a Croácia central foi tomado pelas forças sérvias croatas em conjunto com o Corpo JNA da Bósnia e Herzegovina, sob a liderança de Ratko Mladić.

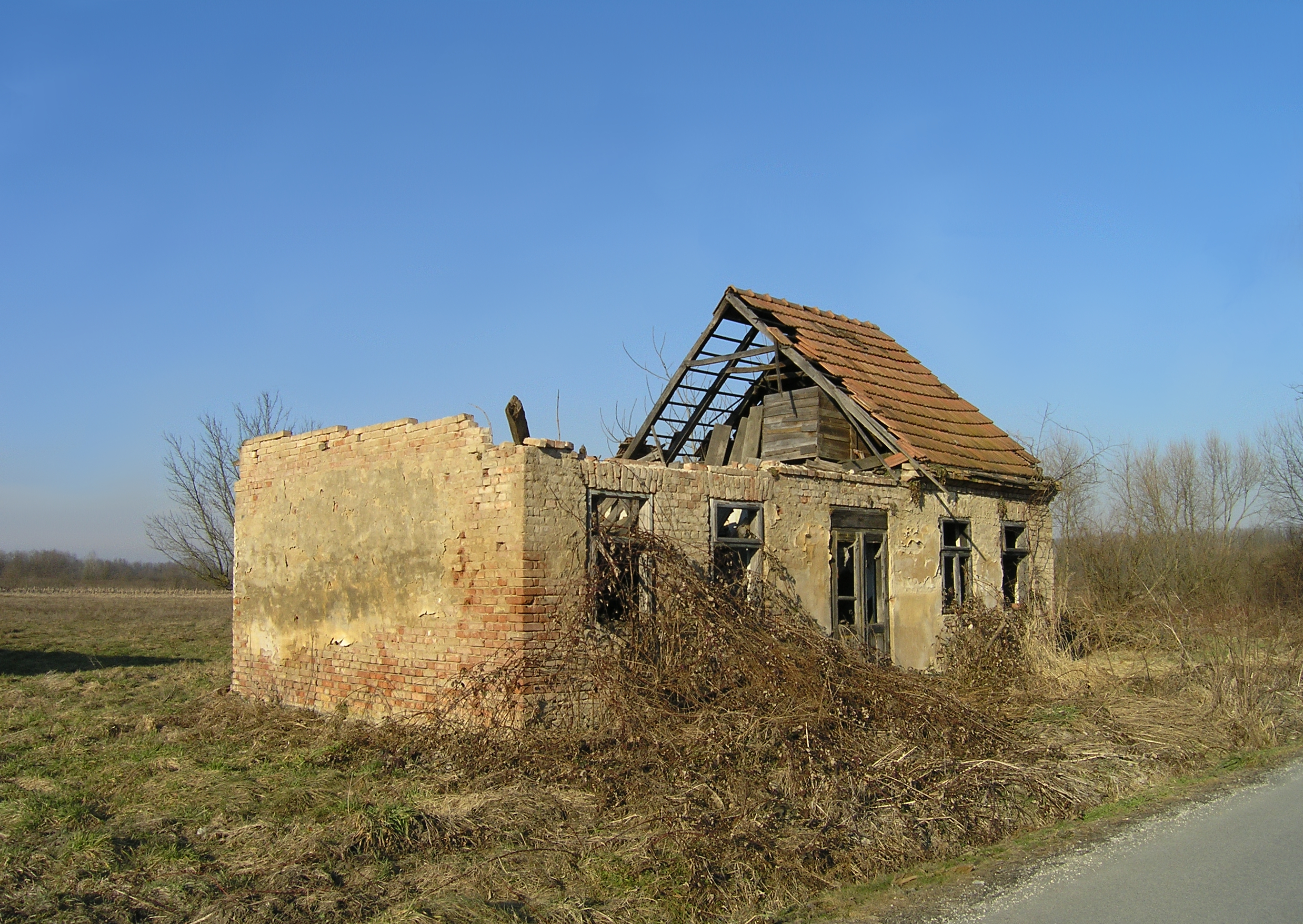
Uma casa sérvia destruída em Sunja, Croácia. A maioria dos sérvios fugiu durante a Operação Tempestade em 1995.

Em Janeiro de 1992, o Plano Vance estabeleceu zonas controladas pela ONU (UNPA) para os sérvios no território que foi reivindicado pelos rebeldes sérvios como a autoproclamada proto-estado República Sérvia de Krajina (RSK) e pôs fim a grandes operações militares. mas os ataques esporádicos de artilharia às cidades croatas e as intrusões ocasionais nas zonas da UNPA pelas forças croatas continuaram até 1995. A maioria da população croata na RSK sofreu muito, fugindo ou sendo despejada com numerosos assassinatos, levando à limpeza étnica. Os combates na Croácia terminaram em meados de 1995, após a Operação Flash e a Operação Tempestade. No final destas operações, a Croácia recuperou todo o seu território, exceto a porção leste do setor UNPA da Eslavônia, na fronteira com a Sérvia. A maior parte da população sérvia nas áreas recuperadas fugiu e tornou-se refugiada. As áreas do "Setor Leste", não afetadas pelas operações militares croatas, ficaram sob administração da ONU (UNTAES) e foram reintegradas à Croácia em 1998 nos termos do Convênio de Erdut.

#### Guerra da Bósnia (1992–1995)
Em 2 de Abril de 1992, um conflito engolfou a Bósnia e Herzegovina, que também declarou independência da restante Iugoslávia. A guerra foi predominantemente um conflito territorial entre os bósnios, que queriam preservar a integridade territorial da recém-independente República da Bósnia e Herzegovina, e o autoproclamado protestado sérvio-bósnio Republika Srpska e o autoproclamado croata Herzeg-Bósnia, que foram liderados e fornecidos pela Sérvia e Croácia respectivamente, supostamente com o objetivo de dividir a Bósnia, o que deixaria apenas uma pequena parte de terra para os bósnios. Em 18 de Dezembro de 1992, a Assembleia Geral das Nações Unidas emitiu a resolução 47/121 na qual condenava as forças sérvias e montenegrinas por tentarem adquirir mais territórios pela força.

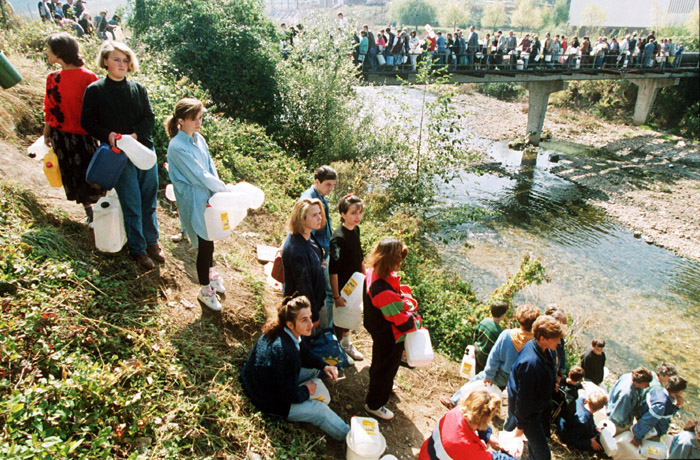
Pessoas esperando na fila para buscar água durante o Cerco de Sarajevo, 1992.

As forças armadas jugoslavas desintegraram-se numa força militar largamente dominada pelos sérvios. O JNA opôs-se à agenda do governo liderado pela maioria bósnia para a independência e, juntamente com outras forças militantes nacionalistas armadas sérvias, tentou impedir que os cidadãos bósnios votassem no referendo de 1992 sobre a independência. Não conseguiram persuadir as pessoas a não votarem e, em vez disso, a atmosfera intimidadora combinada com um boicote sérvio à votação resultou numa retumbante votação de 99% a favor da independência.
Em 19 de junho de 1992, eclodiu a guerra na Bósnia, embora o cerco de Sarajevo já tivesse começado em abril, após a Bósnia e Herzegovina ter declarado independência. O conflito, tipificado pelo cerco de Sarajevo que durou anos e pelo genocídio de Srebrenica, foi de longe a mais sangrenta e mais amplamente coberta das guerras jugoslavas. A facção sérvia-bósnia liderada pelo ultranacionalista Radovan Karadžić prometeu independência para todas as áreas sérvias da Bósnia do governo de maioria bósnia da Bósnia. Para ligar as partes desconexas dos territórios povoados pelos sérvios e as áreas reivindicadas pelos sérvios, Karadžić prosseguiu uma agenda de limpeza étnica sistemática, principalmente contra os bósnios, através do massacre e da remoção forçada das populações bósnias. Foram relatadas limpeza étnica de Prijedor, massacres de Višegrad, limpeza étnica de Foča, massacre de Doboj, massacre de Zvornik, cerco de Goražde e outros.

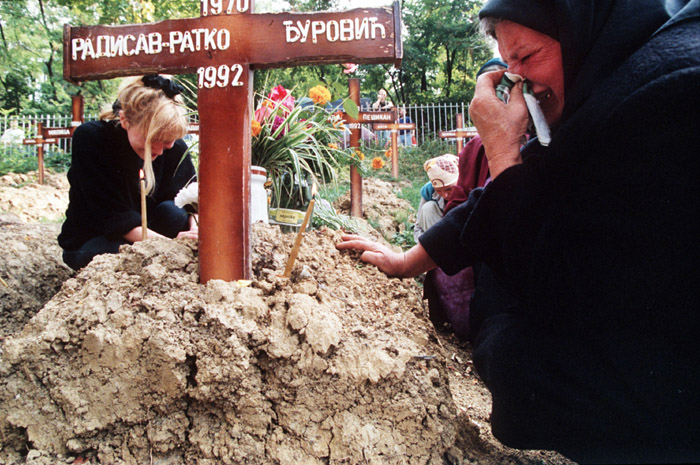
Uma mulher sérvia chora em um túmulo no Cemitério dos Leões em Sarajevo, 1992.

No final de 1992, as tensões entre croatas bósnios e bósnios aumentaram e a sua colaboração desmoronou. Em janeiro de 1993, os dois ex-aliados envolveram-se em conflito aberto, resultando na Guerra croata-bosníaca. Em 1994, os EUA mediaram a paz entre as forças croatas e o Exército Bósnio da República da Bósnia e Herzegovina com o Acordo de Washington. Após as operações bem-sucedidas de Flash e Storm, o exército croata e as forças combinadas da Bósnia e da Croácia da Bósnia e Herzegovina conduziram uma operação com o codinome Operação Mistral em setembro de 1995 para impedir os ganhos militares dos sérvios da Bósnia.
Os avanços no terreno, juntamente com os ataques aéreos da OTAN, pressionaram os sérvios bósnios a sentarem-se à mesa de negociações. Foi exercida pressão sobre todas as partes para que mantivessem o cessar-fogo e negociassem o fim da guerra na Bósnia. A guerra terminou com a assinatura do Acordo de Dayton em 14 de dezembro de 1995, com a formação da Republika Srpska como uma entidade dentro da Bósnia e Herzegovina.
A Agência Central de Inteligência (CIA) dos Estados Unidos informou em Abril de 1995 (três meses antes do massacre de Srebrenica) que quase 90 por cento de todas as atrocidades nas guerras iugoslavas até então tinham sido perpetradas por militantes sérvios. A maioria destas atrocidades ocorreu na Bósnia.

#### Insurgência no Kosovo (1995-1998)
Na década de 1990, foi formado o Exército de Libertação do Kosovo (KLA). Começaram a realizar ataques contra civis sérvios. No início da década de 1990, ocorreram ataques às forças policiais sérvias e a funcionários dos serviços secretos em retaliação pelos abusos e assassinatos de civis albaneses. Um policial sérvio foi morto em 1995, supostamente pelo KLA. O KLA procurou desestabilizar a região, esperando que os Estados Unidos e a OTAN interviessem. Patrulhas sérvias foram emboscadas e policiais foram mortos. Foi apenas no ano seguinte que a organização KLA assumiu a responsabilidade por estes ataques.
O KLA, originalmente composto por algumas centenas de albaneses, atacou várias esquadras de polícia e feriu muitos agentes da polícia em 1996-1997. Em Fevereiro de 1996, o KLA empreendeu uma série de ataques contra esquadras de polícia e funcionários do governo jugoslavo, afirmando que as autoridades jugoslavas tinham matado civis albaneses como parte de uma campanha de limpeza étnica. Em 22 de Abril de 1996, quatro ataques contra pessoal de segurança sérvio foram perpetrados quase simultaneamente em várias partes do Kosovo.
Em Janeiro de 1997, as forças de segurança sérvias assassinaram o comandante do KLA, Zahir Pajaziti, e dois outros líderes num ataque na estrada entre Pristina e Mitrovica, e prenderam mais de 100 militantes albaneses.  Adem Jashari, como um dos fundadores e líderes do KLA, foi condenado por terrorismo à revelia por um tribunal jugoslavo em 11 de Julho de 1997. Posteriormente, a Human Rights Watch descreveu o julgamento, no qual outros catorze albaneses do Kosovo também foram condenados, como "[não cumprimento] dos padrões internacionais".
O Conselho do Atlântico Norte da OTAN afirmou que o KLA foi "o principal iniciador da violência" e que "lançou o que parece ser uma campanha deliberada de provocação". Perseguindo Jashari pelo assassinato de um policial sérvio, as forças sérvias tentaram novamente atacar o complexo de Jashari em Prekaz em 22 de janeiro de 1998.  Entre 1991 e 1997, principalmente em 1996-97, 39 pessoas foram mortas pelo KLA. Os ataques entre 1996 e Fevereiro de 1998 levaram à morte de 10 polícias e 24 civis.

#### Guerra do Kosovo (1998–1999)

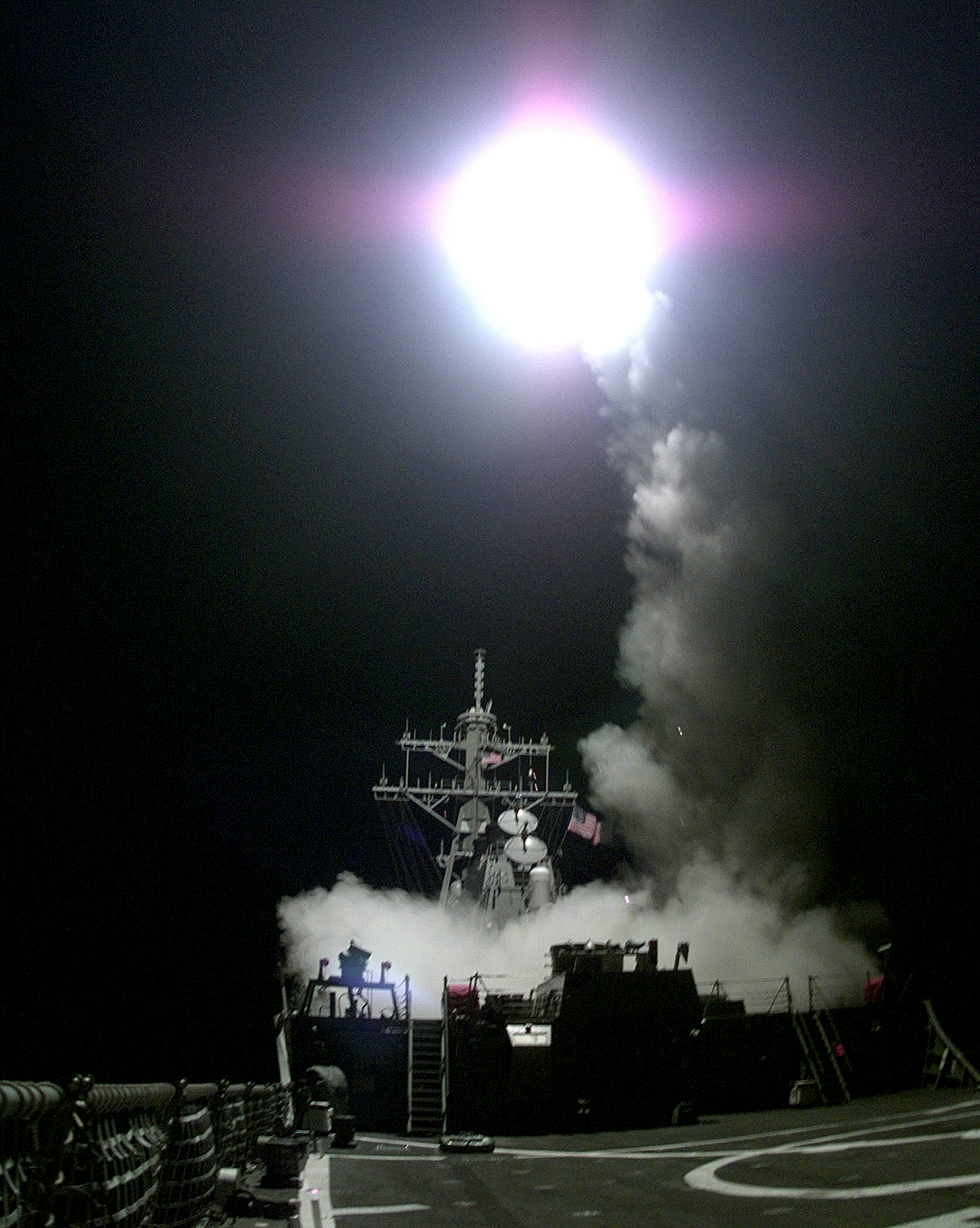
Um míssil de cruzeiro Tomahawk é lançado do convés de mísseis de popa do navio de guerra americano USS Gonzalez em 31 de março de 1999.

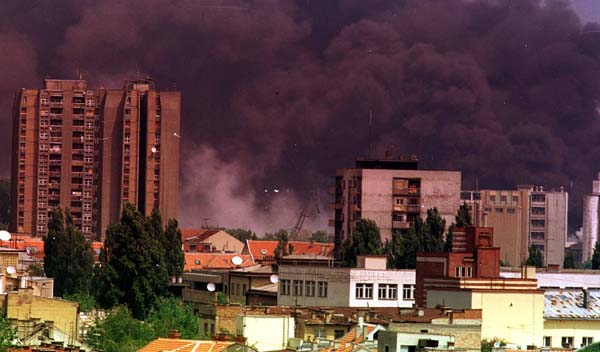
Fumaça em Novi Sad, Sérvia, após o bombardeio da OTAN em 1999.

Depois de Setembro de 1990, quando a Constituição Iugoslava de 1974 foi revogada unilateralmente pela República Socialista da Sérvia, a autonomia do Kosovo sofreu e assim a região enfrentou a opressão organizada pelo Estado: a partir do início da década de 1990, a rádio e a televisão em língua albanesa foram restringidas e os jornais foram encerrados. Os albaneses do Kosovo foram despedidos em grande número de empresas e instituições públicas, incluindo bancos, hospitais, correios e escolas. Em junho de 1991, a assembleia da Universidade de Priština e vários conselhos docentes foram dissolvidos e substituídos por sérvios. Os professores albaneses do Kosovo foram impedidos de entrar nas instalações da escola no novo ano lectivo que começava em Setembro de 1991, forçando os alunos a estudar em casa.
Um cessar-fogo facilitado pela OTAN foi assinado em 15 de Outubro, mas ambos os lados o quebraram dois meses depois e os combates recomeçaram. Quando o assassinato de 45 albaneses kosovares no massacre de Račak foi relatado em Janeiro de 1999, a OTAN decidiu que o conflito só poderia ser resolvido através da introdução de uma força militar de manutenção da paz para conter à força os dois lados. A Iugoslávia recusou-se a assinar os Acordos de Rambouillet, que entre outras coisas exigiam 30 000 soldados de manutenção da paz da OTAN no Kosovo; um direito de passagem irrestrito para as tropas da OTAN em território jugoslavo; imunidade da OTAN e dos seus agentes ao direito jugoslavo; e o direito de usar estradas, portos, ferrovias e aeroportos locais sem pagamento e requisitar instalações públicas para seu uso gratuito. A OTAN preparou-se então para instalar as forças de manutenção da paz pela força, utilizando esta recusa para justificar os bombardeamentos.
Seguiu-se o bombardeio da Iugoslávia pela OTAN, uma intervenção contra as forças sérvias com uma campanha principalmente de bombardeios, sob o comando do general Wesley Clark. As hostilidades terminaram 2+1⁄2 meses depois com o Acordo de Kumanovo. O Kosovo foi colocado sob o controlo governamental da Missão de Administração Provisória das Nações Unidas no Kosovo e da proteção militar da Força do Kosovo (KFOR). A guerra de 15 meses deixou milhares de civis mortos em ambos os lados e mais de um milhão de deslocados.

#### Insurgência no Vale do Preševo (1999–2001)
A Insurgência no Vale de Preševo foi um conflito armado entre a República Federal da Iugoslávia e os insurgentes de etnia albanesa  do Exército de Libertação de Preševo, Medveđa e Bujanovac (UÇPMB), começando em junho de 1999. Houve casos durante o conflito em que o governo iugoslavo solicitou o apoio da KFOR para suprimir os ataques da UÇPMB, uma vez que o governo só podia usar forças militares ligeiramente armadas como parte do Acordo de Kumanovo, que criou uma zona tampão para que a maior parte das forças armadas iugoslavas não pudessem entrar. O presidente iugoslavo, Vojislav Koštunica, alertou que novos combates iriam eclodir se as unidades da KFOR não agissem para evitar os ataques vindos da UÇPMB.

#### Insurgência na República da Macedônia (2001)
A insurgência na República da Macedônia foi um conflito armado em Tetovo que começou quando o grupo militante étnico Albanês do Exército de Libertação Nacional (NLA) começou a atacar as forças de segurança da República da Macedônia no início de fevereiro de 2001, e terminou com o Acordo de Ohrid. O objetivo do NLA era dar maiores direitos e autonomia à minoria albanesa do país, que representava 25,2% da população da República da Macedónia (54,7% em Tetovo). Houve também alegações de que o grupo desejava, em última análise, que as áreas de maioria albanesa se separassem do país, embora membros de alto escalão do NLA tenham negado isso.

## Embargo de armas
O Conselho de Segurança das Nações Unidas impôs um embargo de armas em setembro de 1991. No entanto, vários estados envolveram-se ou facilitaram a venda de armas às facções beligerantes. Em 2012, o Chile condenou nove pessoas, incluindo dois generais reformados, pela sua participação na venda de armas.

## Crimes de guerra

### Genocídio

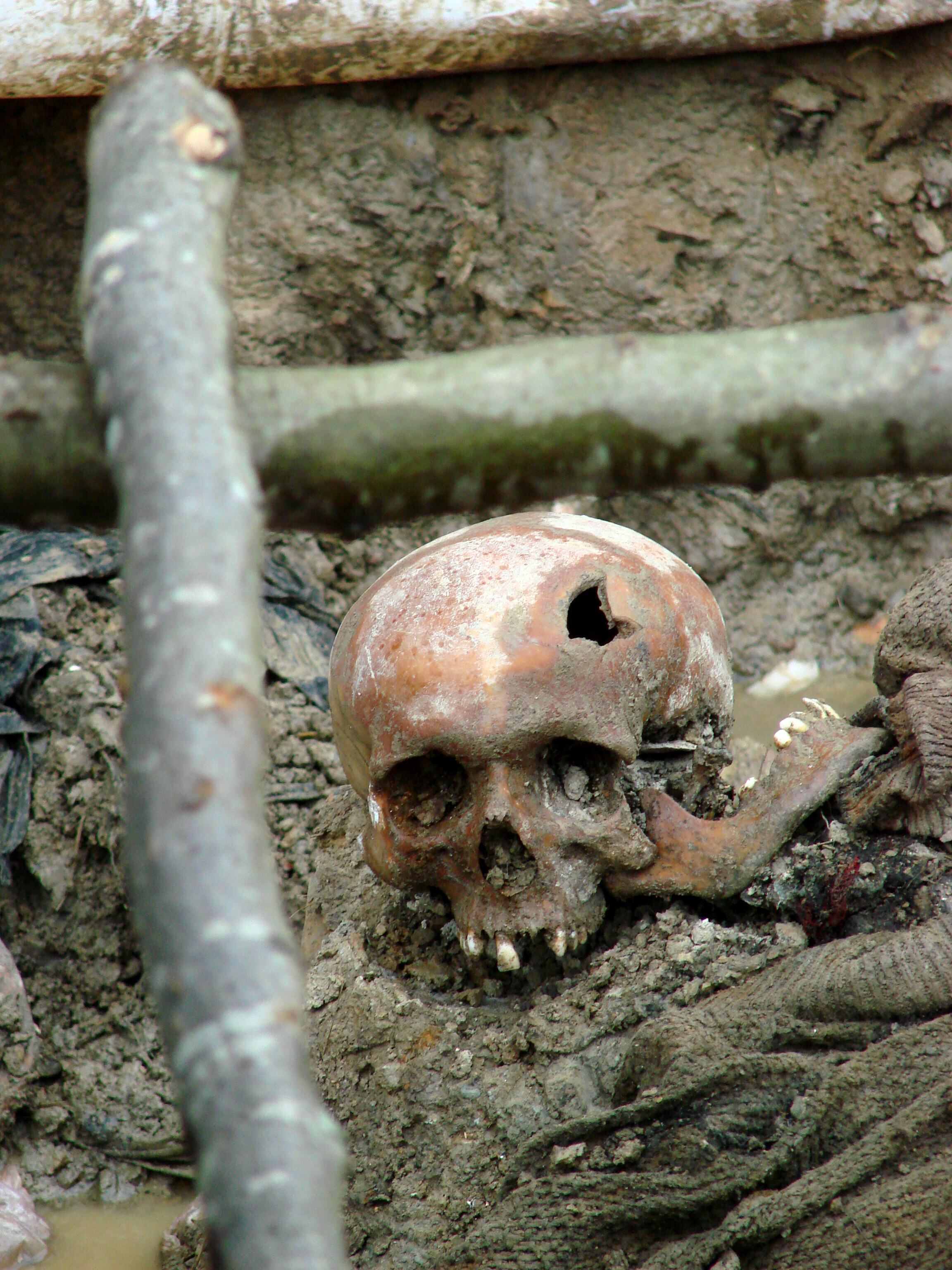
O crânio de uma vítima do massacre de Srebrenica em julho de 1995 em uma vala comum exumada nos arredores de Potočari, 2007.

É amplamente aceito que os assassinatos em massa contra os bósnios na Bósnia e Herzegovina se transformaram em genocídio. Em 18 de dezembro de 1992, a Assembleia Geral das Nações Unidas emitiu a resolução 47/121 condenando "atos agressivos das forças sérvias e montenegrinas para adquirir mais territórios pela força" e chamou tal limpeza étnica de "uma forma de genocídio". No seu relatório publicado em 1 de Janeiro de 1993, o Helsinki Watch foi uma das primeiras organizações de direitos civis a alertar que "a extensão da violência e a sua natureza selectiva ao longo de linhas étnicas e religiosas sugerem crimes de carácter genocida contra muçulmanos e, em menor medida, as populações croatas na Bósnia-Herzegovina".
Um telegrama enviado à Casa Branca em 8 de Fevereiro de 1994 pelo Embaixador dos EUA na Croácia, Peter W. Galbraith, afirmou que estava a ocorrer genocídio. O telegrama citava "bombardeios e tiros constantes e indiscriminados" em Sarajevo pelo Exército Popular Iugoslavo de Karadzic; a perseguição de grupos minoritários no norte da Bósnia “numa tentativa de forçá-los a sair”; e a utilização de detidos “para realizar trabalhos perigosos nas linhas da frente” como prova de que estava a ser cometido genocídio. Em 2005, o Congresso dos Estados Unidos aprovou uma resolução declarando que "as políticas sérvias de agressão e limpeza étnica cumprem os termos que definem o genocídio".
Um julgamento teve lugar perante o Tribunal Internacional de Justiça, na sequência de um processo de 1993 movido pela Bósnia e Herzegovina contra a Sérvia e Montenegro, alegando genocídio. A decisão do TIJ de 26 de Fevereiro de 2007 determinou indirectamente que a natureza da guerra era internacional, embora isentando a Sérvia da responsabilidade directa pelo genocídio cometido pelas forças da Republika Srpska em Srebrenica. O TIJ concluiu, no entanto, que a Sérvia não conseguiu impedir o genocídio cometido pelas forças sérvias em Srebrenica e não puniu os responsáveis, nem os levou à justiça.
Os crimes de guerra foram conduzidos simultaneamente por diferentes forças sérvias em diferentes partes da Bósnia e Herzegovina, especialmente em Bijeljina, Sarajevo, Prijedor, Zvornik, Višegrad e Foča. Os juízes, no entanto, decidiram que os critérios para genocídio com a intenção específica (dolus specialis) de destruir os muçulmanos bósnios foram cumpridos apenas em Srebrenica em 1995. O tribunal concluiu que outros crimes, fora de Srebrenica, cometidos durante a guerra de 1992-1995, podem constituir crimes contra a humanidade de acordo com o direito internacional, mas que estes atos não constituíram, por si só, genocídio.
O crime de genocídio no enclave de Srebrenica foi confirmado em vários veredictos de culpa proferidos pelo TPIJ, mais notavelmente na condenação do líder sérvio-bósnio Radovan Karadžić.

### Limpeza étnica

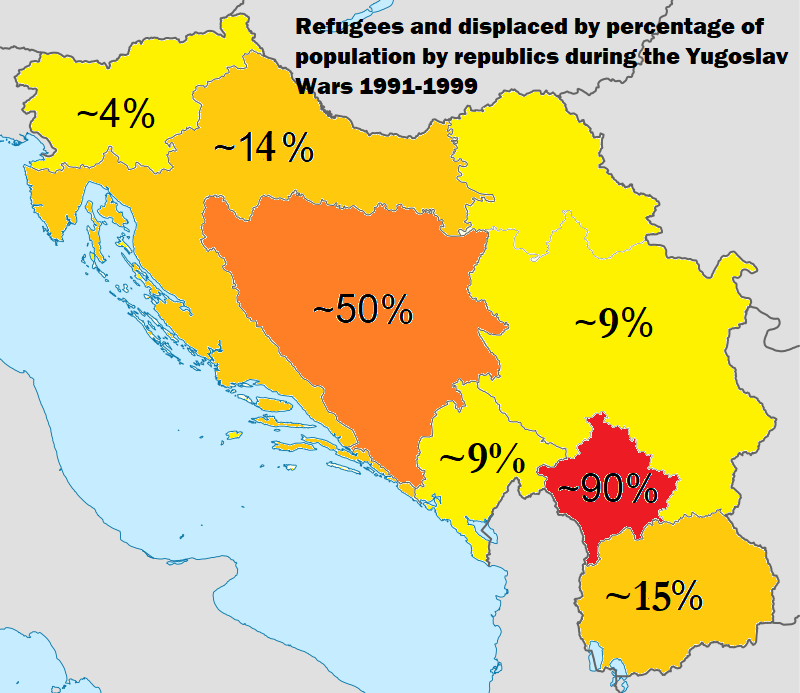
Mapa de refugiados e identidades como porcentagem da população total por república durante as Guerras Iugoslavas.

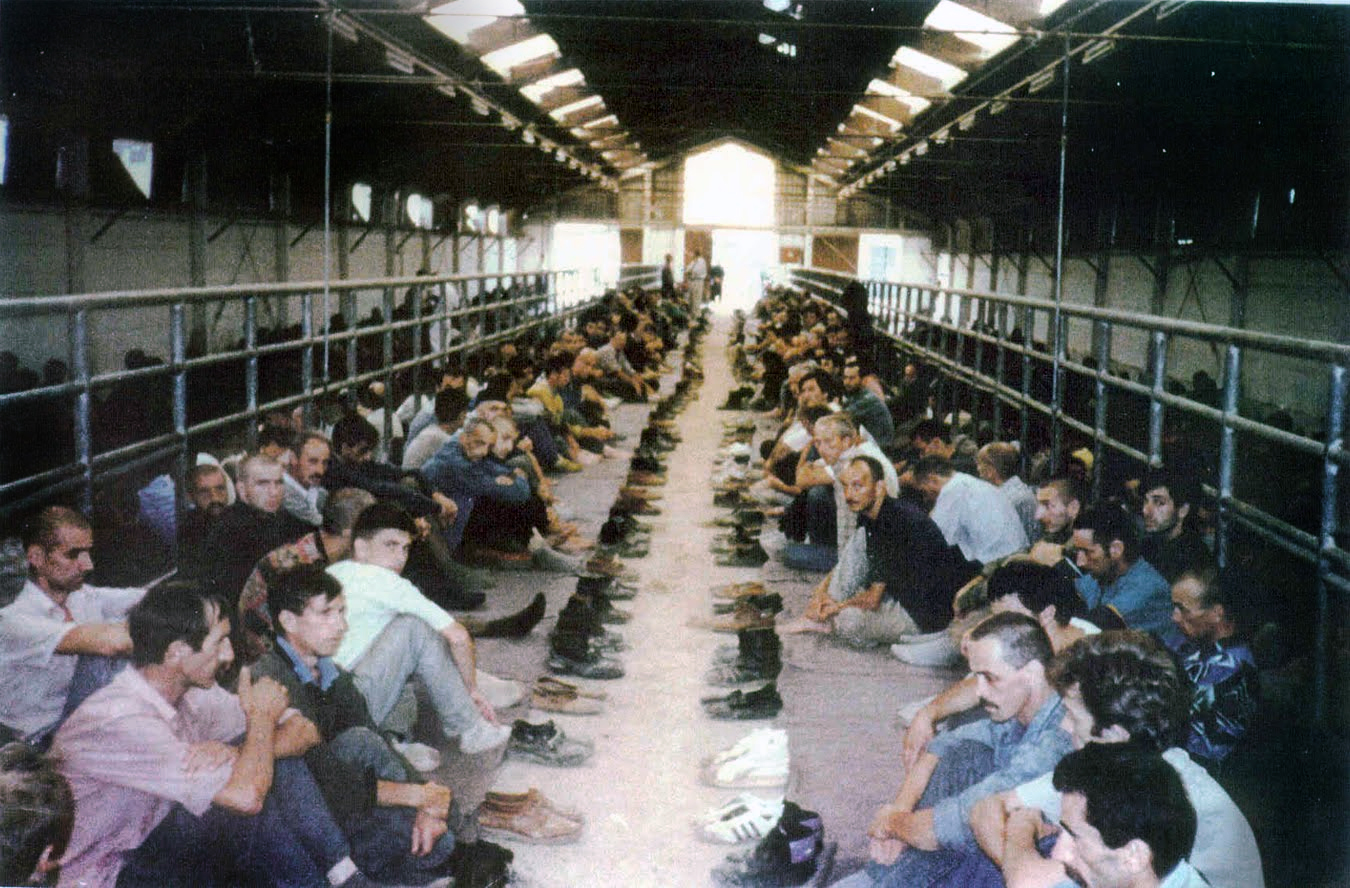
Detidos no campo de Manjača, perto de Banja Luka, 1992.

A limpeza étnica foi um fenómeno comum nas guerras na Croácia, no Kosovo e na Bósnia e Herzegovina. Isto implicou a intimidação, a expulsão forçada ou o assassinato do grupo étnico indesejado, bem como a destruição dos locais de culto, cemitérios e edifícios culturais e históricos desse grupo étnico, a fim de alterar a composição populacional de uma área em favor de outra. grupo étnico que se tornaria a maioria. Estes exemplos de nacionalismo territorial e aspirações territoriais fazem parte do objetivo de um etno-estado. Campos de detenção como Omarska e Trnopolje também foram designados como parte integrante da estratégia global de limpeza étnica das autoridades.
De acordo com numerosos veredictos e acusações do TPIJ, as forças sérvias  e croatas  realizaram uma limpeza étnica dos seus territórios planeada pela sua liderança política para criar estados etnicamente puros (Republika Srpska e República Sérvia de Krajina pelo Sérvios; e Herzeg-Bósnia pelos Croatas).
De acordo com o TPIJ, as forças sérvias do Oblast Autônomo de Krajina deportaram pelo menos 80-100 000 croatas e outros civis não-sérvios em 1991-92. O número total de croatas e outros não-sérvios exilados varia entre 170 000 (TPIJ), um quarto de milhão de pessoas (Human Rights Watch)  ou até 500 000, segundo o ACNUR. Além disso, pelo menos 700 000 a 863 000 albaneses foram deportados do Kosovo em 1999. Mais de 80% da população total do Kosovo foi deslocada em Junho de 1999. Outras centenas de milhares de muçulmanos foram forçados a abandonar as suas casas pelas forças sérvias na Bósnia e Herzegovina. Segundo uma estimativa, as forças sérvias expulsaram pelo menos 700 mil muçulmanos bósnios da área da Bósnia sob o seu controlo.  De acordo com um relatório da ONU de 1994, as forças croatas também se envolveram na limpeza étnica contra os sérvios na Eslavônia oriental e ocidental e em partes da região de Krajina, embora numa escala mais restrita e em menor número.
Os sobreviventes da limpeza étnica ficaram gravemente traumatizados como consequência desta campanha. 

### Violência sexual e estupros durante a guerra
Os estupros de guerra ocorreram por ordem oficial como parte da limpeza étnica, para deslocar o grupo étnico visado. De acordo com o Grupo de Mulheres de Trešnjevka, mais de 35.000 mulheres e crianças foram detidas nesses “campos de violação” geridos pelos sérvios. Dragoljub Kunarac, Radomir Kovač e Zoran Vuković foram condenados por crimes contra a humanidade por estupro, tortura e escravização cometidos durante os massacres de Foča.
As provas da magnitude das violações na Bósnia e Herzegovina levaram o TPIJ a lidar abertamente com estes abusos. Relatos de violência sexual durante a Guerra da Bósnia (1992–1995) e a Guerra do Kosovo (1998–1999) perpetrada pelas forças regulares e irregulares sérvias foram descritos como "especialmente alarmantes". A Força do Kosovo, liderada pela OTAN, documentou violações de mulheres albanesas, ciganas e sérvias, cometidas tanto por sérvios como por membros do Exército de Libertação do Kosovo.
Outros estimam que durante a Guerra da Bósnia, entre 20 000 e 50 000 mulheres, a maioria bósnias, foram violadas.   Existem poucos relatos de violação e agressão sexual entre membros do mesmo grupo étnico.
As violações durante as Guerras Iugoslavas têm sido frequentemente caracterizadas como um crime contra a humanidade. As violações perpetradas pelas forças sérvias serviram para destruir os laços culturais e sociais que existiam entre as vítimas e as suas comunidades.  As políticas sérvias alegadamente incitavam os soldados a violar mulheres bósnias até engravidarem, numa tentativa de limpeza étnica. Os soldados sérvios esperavam forçar as mulheres bósnias a carregar crianças sérvias através de violações repetidas. Muitas vezes, as mulheres bósnias foram mantidas em cativeiro durante um longo período de tempo e apenas libertadas pouco antes do nascimento de uma criança concebida por violação. A violação sistemática de mulheres bósnias pode ter tido repercussões mais profundas do que a deslocação inicial das vítimas de violação. O stress, causado pelo trauma da violação, aliado à falta de acesso a cuidados de saúde reprodutiva frequentemente vivenciada pelas pessoas deslocadas, levou a sérios riscos para a saúde das mulheres vitimadas. 
Durante a Guerra do Kosovo, milhares de mulheres e garotas albanesas do Kosovo foram vítimas de violência sexual. A violação de guerra foi usada como arma de guerra e também como instrumento de limpeza étnica sistemática; a violação foi utilizada para aterrorizar a população civil, extorquir dinheiro às famílias e forçar as pessoas a fugirem das suas casas. De acordo com um relatório do grupo Human Rights Watch de 2000, as violações na Guerra do Kosovo podem geralmente ser subdivididas em três categorias: violações nas casas das mulheres, violações durante a fuga e violações na detenção. A maioria dos perpetradores eram paramilitares sérvios, mas também incluíam a polícia especial sérvia ou soldados do exército iugoslavo. Praticamente todas as agressões sexuais documentadas pela Human Rights Watch foram violações colectivas envolvendo pelo menos dois perpetradores. Desde o fim da guerra, foram documentadas violações de mulheres sérvias, albanesas e ciganas por parte de albaneses étnicos – por vezes por membros do Exército de Libertação do Kosovo (ELK), mas não ocorreram numa escala semelhante. Os estupros ocorreram frequentemente na presença e com a aquiescência de oficiais militares. Soldados, polícias e paramilitares violaram muitas vezes as suas vítimas à vista de numerosas testemunhas.
Um relatório de 2013 do Programa das Nações Unidas para o Desenvolvimento (PNUD) na Croácia, intitulado “Avaliação do Número de Vítimas de Violência Sexual durante a Guerra Interna no Território da República da Croácia e Formas Óptimas de Compensação e Apoio às Vítimas”, determinou a estimativa as vítimas (homens e mulheres) de violação e outras formas de agressão sexual em ambos os lados totalizam entre aproximadamente 1 470 e 2 205 ou 1 501 e 2 437 vítimas. A maioria das vítimas eram não-sérvios agredidos por sérvios. Por região, o maior número de violações e atos de violência sexual ocorreu na Eslavônia Oriental, com uma estimativa de 380–570 vítimas. De acordo com o relatório do PNUD, entre 300 e 600 homens (4,4-6,6% dos presos) e entre 279 e 466 mulheres (ou 30-50% dos presos) sofreram várias formas de abuso sexual enquanto estavam detidos em campos de detenção sérvios. e prisões (incluindo as da própria Sérvia). Entre 412 e 611 mulheres croatas foram estupradas nos territórios ocupados pelos sérvios, fora dos campos de detenção, de 1991 a 1995. As forças croatas também eram conhecidas por terem cometido violações e actos de violência sexual contra mulheres sérvias durante as Operações Flash e Tempestade, com uma estimativa de 94–140 vítimas. O abuso sexual de prisioneiros sérvios também ocorreu nos campos de Lora e Kerestinec, administrados pelos croatas.

## Consequências humanitárias e danos materiais

### Vítimas

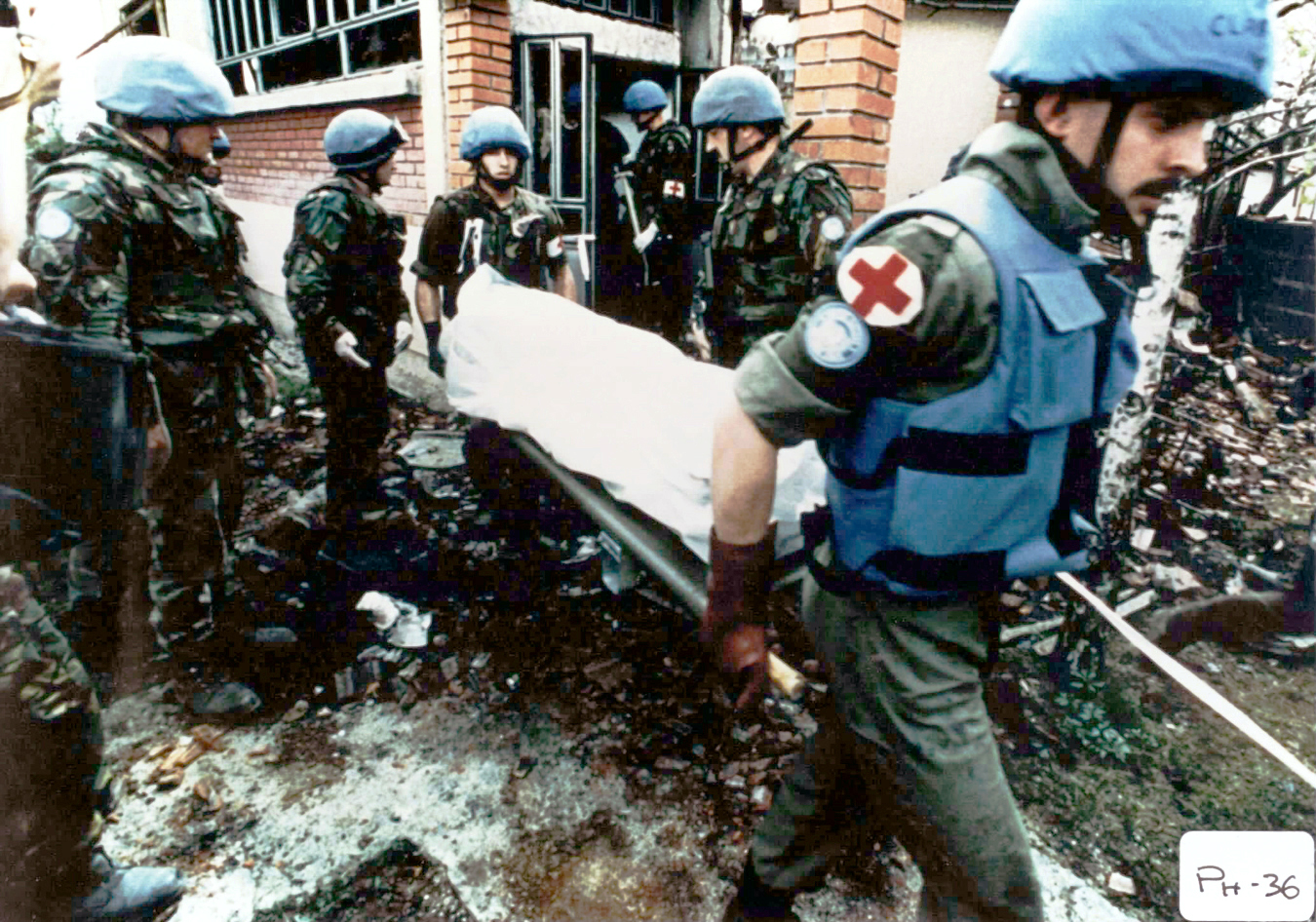
Soldados da paz da ONU coletando cadáveres após o massacre de Ahmići.

Algumas estimativas estimam o número de mortos nas Guerras Iugoslavas em 140 000. O Centro de Direito Humanitário estima que nos conflitos nas antigas repúblicas jugoslavas pelo menos 130 000 pessoas perderam a vida.  O envolvimento da Eslovénia nos conflitos foi breve, evitando assim um maior número de vítimas, e cerca de 70 pessoas foram mortas no conflito que durou dez dias. A guerra na Croácia deixou cerca de 22 mil mortos, dos quais 15 mil eram croatas e 7 mil sérvios. 
A Bósnia e Herzegovina sofreu o fardo mais pesado dos combates: entre 97 207 e 102 622 pessoas foram mortas na guerra, incluindo 64 036 bósnios, 24 905 sérvios e 7 788 croatas.  Por proporção, 65% dos mortos eram bósnios, 25% sérvios e 8% croatas. No conflito do Kosovo, 13 535 pessoas foram mortas, incluindo 10 812 albaneses (80%) e 2 197 sérvios (16%).  O maior número de mortos foi em Sarajevo: com cerca de 14 000 mortos durante o cerco, a cidade perdeu quase tantas pessoas como toda a guerra no Kosovo.
Em números relativos e absolutos, os bósnios sofreram as perdas mais pesadas: 64 036 dos seus habitantes foram mortos na Bósnia, o que representa um número de mortos de mais de 3% de todo o seu grupo étnico.  Eles experimentaram a pior situação no massacre de Srebrenica, onde a taxa de mortalidade dos homens bósnios (independentemente da sua idade ou estatuto civil) atingiu 33% em julho de 1995.  A percentagem de bósnios entre todas as vítimas civis durante a Guerra da Bósnia foi de cerca de 83%, aumentando para quase 95% no Leste da Bósnia. 
Durante a guerra na Croácia, 43,4% dos mortos do lado croata eram civis. 

### Pessoas deslocadas internamente e refugiados

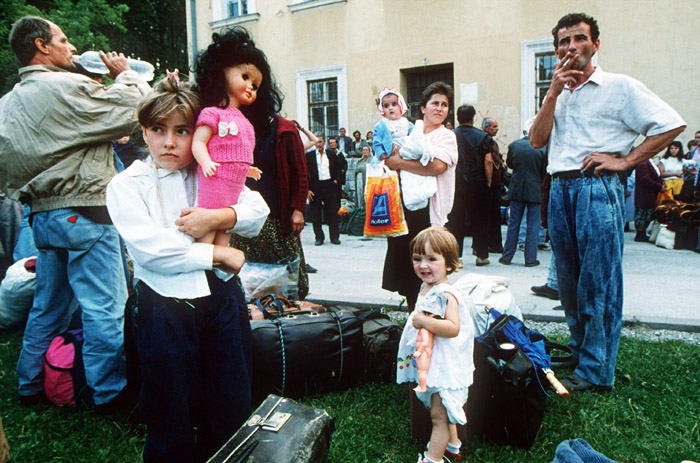
Refugiados bósnios em 1993.

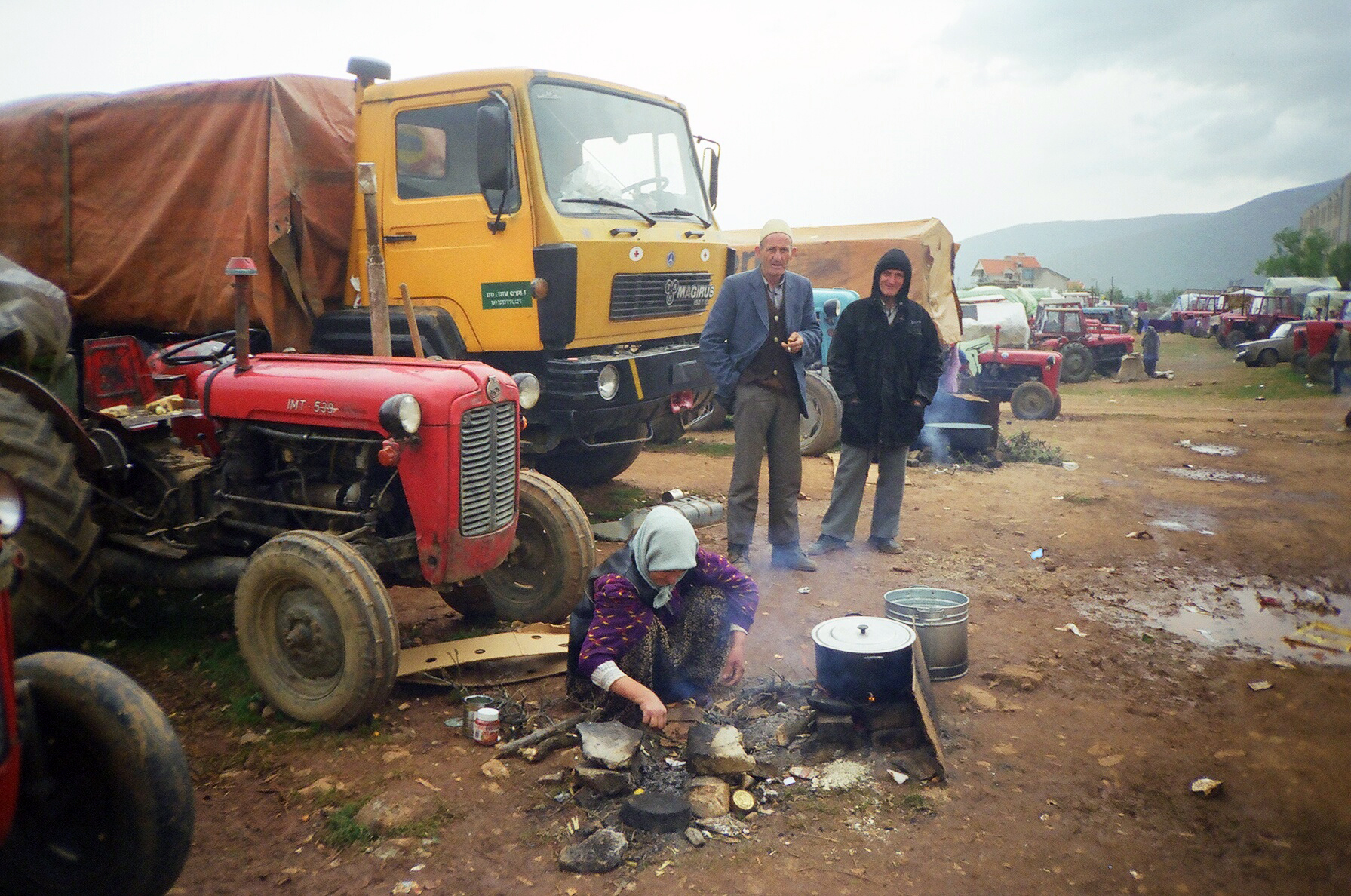
Refugiados albaneses do Kosovo em 1999.

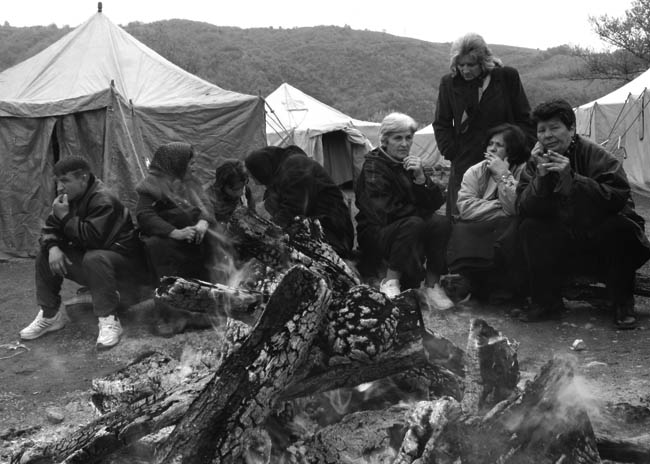
Refugiados sérvios do Kosovo em 1999.

As Guerras Iugoslavas causaram uma das maiores crises de refugiados da história europeia. Estima-se que as guerras na Croácia, Bósnia e Herzegovina e Kosovo produziram cerca de 2,4 milhões de refugiados e mais 2 milhões de pessoas deslocadas internamente.
A guerra na Bósnia e Herzegovina causou 2,2 milhões de refugiados ou deslocados, dos quais mais de metade eram bósnios. Até 2001, ainda havia 650 000 bósnios deslocados, enquanto 200 000 deixaram o país permanentemente.
A Guerra do Kosovo causou 862.979 refugiados albaneses que foram expulsos das forças sérvias ou fugiram da frente de batalha. Além disso, 500 000 a 600 000 foram deslocados internamente,  o que significa que, de acordo com a OSCE, quase 90% de todos os albaneses foram deslocados de suas casas no Kosovo em junho de 1999. Após o fim da guerra, os albaneses regressaram, mas mais de 200 000 sérvios, ciganos e outros não-albaneses fugiram do Kosovo. No final de 2000, a Sérvia tornou-se assim o anfitrião de 700 000 refugiados sérvios ou deslocados internos do Kosovo, da Croácia e da Bósnia.
Do ponto de vista do asilo para deslocados internos ou refugiados, a Croácia sofreu o impacto da crise. Segundo algumas fontes, em 1992 a Croácia acolheu quase 750 000 refugiados ou deslocados internos, o que representa uma quota de quase 16% da sua população de 4,7 milhões de habitantes: estes números incluíam 420 a 450 000 refugiados bósnios, 35 000 refugiados da Sérvia (principalmente da Voivodina e do Kosovo), enquanto outras 265 000 pessoas de outras partes da própria Croácia estavam deslocadas internamente. Isto equivaleria a que a Alemanha fosse anfitriã de 10 milhões de pessoas deslocadas ou a França para 8 milhões de pessoas. 
Os dados oficiais do ACNUR indicam que a Croácia acolheu 287 000 refugiados e 344 mil deslocados internos em 1993. Esta é uma proporção de 64,7 refugiados por 1 000 habitantes. No seu relatório de 1992, o ACNUR colocou a Croácia em 7º lugar na sua lista dos 50 países com maior sobrecarga de refugiados: registou 316 000 refugiados, o que representa uma proporção de 15:1 em relação à sua população total. Juntamente com os deslocados internos, a Croácia acolheu pelo menos 648 000 pessoas que necessitavam de alojamento em 1992. Em comparação, a Macedônia tinha 10,5 refugiados por 1 000 habitantes em 1999.
A Eslovênia acolheu 45 000 refugiados em 1993, o que representa 22,7 refugiados por 1.000 habitantes. A Sérvia e Montenegro acolheram 479 111 refugiados em 1993, o que representa uma proporção de 45,5 refugiados por 1 000 habitantes. Em 1998, este número cresceu para 502 037 refugiados (ou 47,7 refugiados por 1 000 habitantes). Em 2000, o número de refugiados caiu para 484 391 pessoas, mas o número de deslocados internos cresceu para 267 500, ou um total combinado de 751 891 pessoas que estavam deslocadas e necessitavam de alojamento.
| País/Região          | Albaneses              | Bósnios                | Croatas            | Sérvios  | Outros ( Húngaros, Goranos, Ciganos) |
| -------------------- | ---------------------- | ---------------------- | ------------------ | -------- | ------------------------------------ |
| Croácia              | -                      | -                      | 247.000            | 300.000  | -                                    |
| Bósnia e Herzegovina | -                      | 1.270.000              | 490.000            | 540.000  | -                                    |
| Kosovo               | 1.200.000 – 1.450.000  | -                      | 35.000 – 40.000    | 143.000  | 67.000                               |
| Voivodina, Sandžak   | -                      | 30.000 – 40.000        | 35.000 – 40.000    | –        | 60.000                               |
| Total                | ~1.200.000 – 1.450.000 | ~1.300.000 – 1.310.000 | ~772.000 – 777.000 | ~983.000 | ~127.000                             |

### Danos materiais

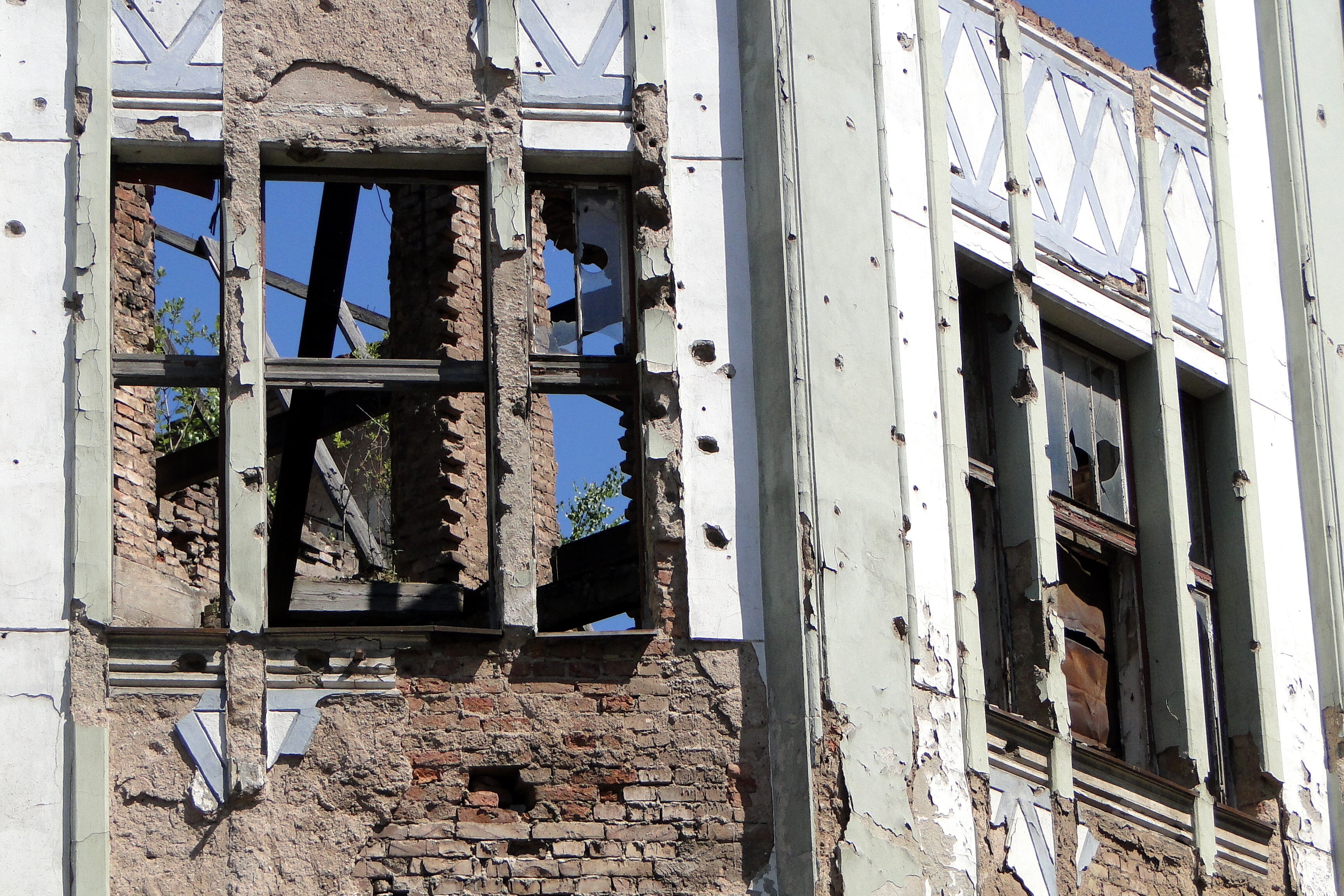
Danos de guerra em um edifício em Sarajevo.

Os danos materiais e econômicos trazidos pelos conflitos foram catastróficos. A Bósnia e Herzegovina teve um PIB entre 8–9 dólares bilhões antes da guerra. O governo estimou os danos totais da guerra em US$ 50 a US$ 70 bilhão. Também registou um declínio do PIB de 75% após a guerra.  60% das habitações do país foram danificadas ou destruídas, o que se revelou um problema ao tentar trazer todos os refugiados de volta para casa.  A Bósnia também se tornou o país mais contaminado por minas terrestres da Europa: 1820 km 2 do seu território foram contaminados com estes explosivos, que representam 3,6% da sua superfície terrestre. Entre 3 e 6 milhões de minas terrestres foram espalhadas por toda a Bósnia. Cinco mil pessoas morreram por causa deles, das quais 1 520 foram mortas após a guerra. 
Em 1999, o Parlamento da Croácia aprovou um projeto de lei que estimava os danos de guerra do país em 37 bilhões de dólares. O governo alega que entre 1991 e Abril de 1993 um total estimado de 210 000 edifícios na Croácia (incluindo escolas, hospitais e campos de refugiados) foram danificados ou destruídos pelos bombardeamentos da República Sérvia de Krajina e das forças do JNA. As cidades afetadas pelo bombardeio foram Karlovac, Gospić, Ogulin, Zadar, Biograd e outras. O governo croata também reconheceu que 7.489 edifícios pertencentes a sérvios croatas foram danificados ou destruídos por explosivos, incêndios criminosos ou outros meios deliberados até ao final de 1992. De Janeiro a Março de 1993, outros 220 edifícios foram também danificados ou destruídos. Foram apresentadas acusações criminais contra 126 croatas por tais atos.
As sanções contra a Iugoslávia criaram uma hiperinflação de 300 milhões por cento do dinar iugoslavo. Em 1995, quase 1 milhão de trabalhadores perderam os seus empregos enquanto o produto interno bruto caiu 55 por cento desde 1989. O bombardeio da OTAN na Sérvia em 1999 resultou em danos adicionais. Um dos mais graves foi o bombardeamento da fábrica petroquímica de Pančevo, que provocou a libertação de 80 000 toneladas de combustível queimado no ambiente. Aproximadamente 31 000 cartuchos de munição de urânio empobrecido foram usados durante este bombardeio.

## Julgamentos internacionais de crimes de guerra: TPIJ/IRMCT

Várias pessoas foram condenadas pelo TPIJ por crimes durante as guerras iugoslavas, incluindo (a partir da esquerda):
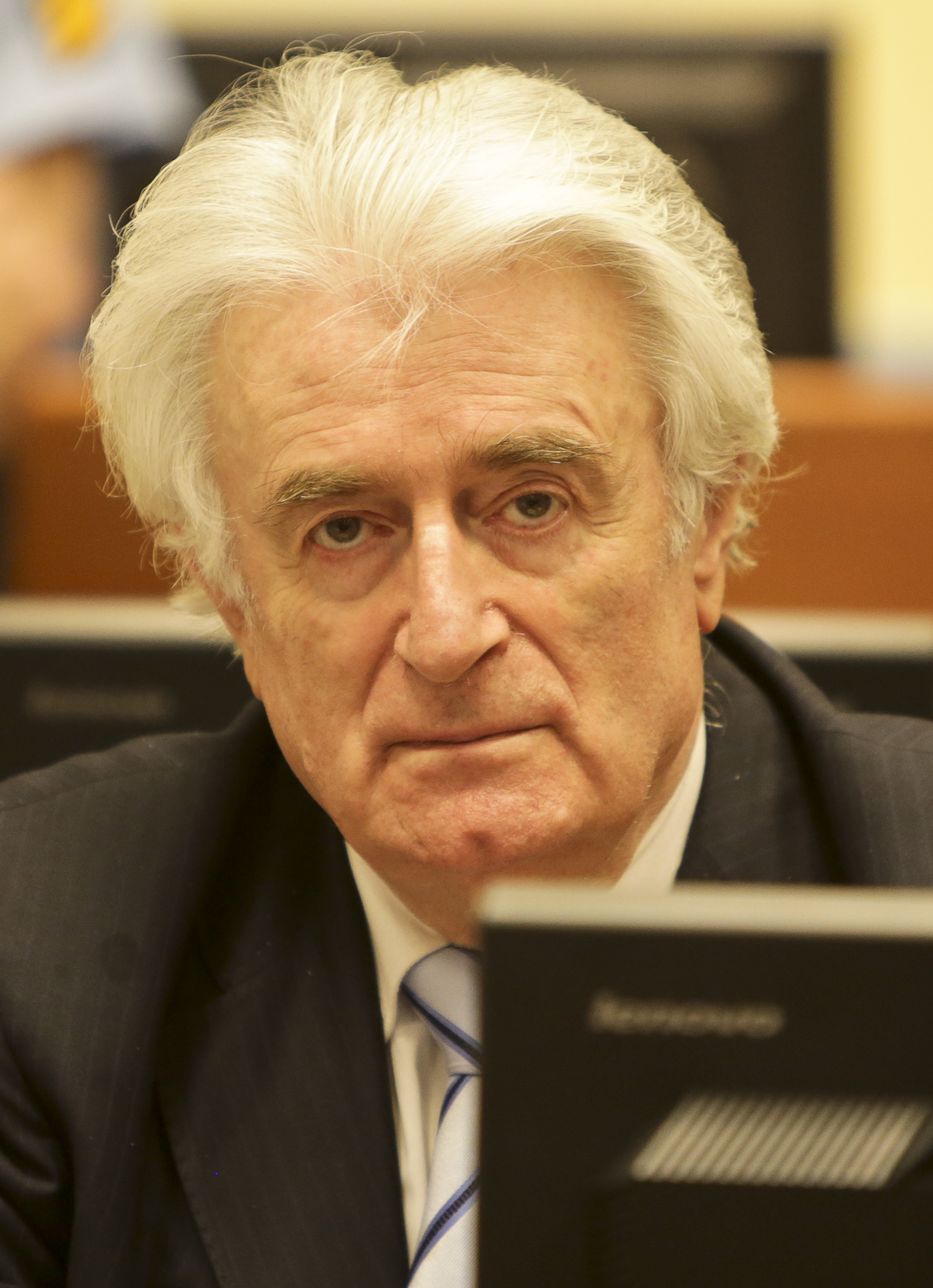
Radovan Karadžić
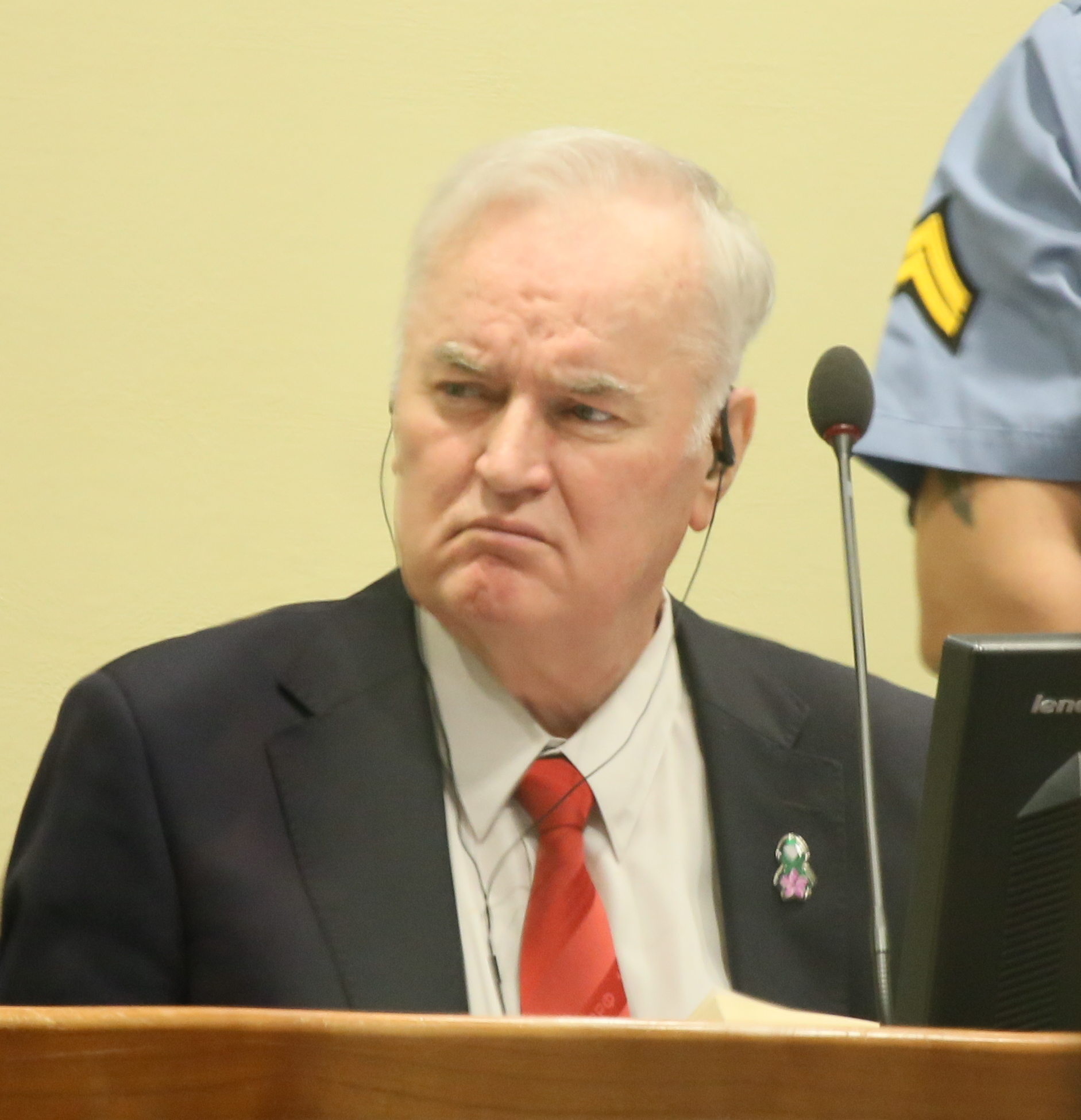
Ratko Mladić
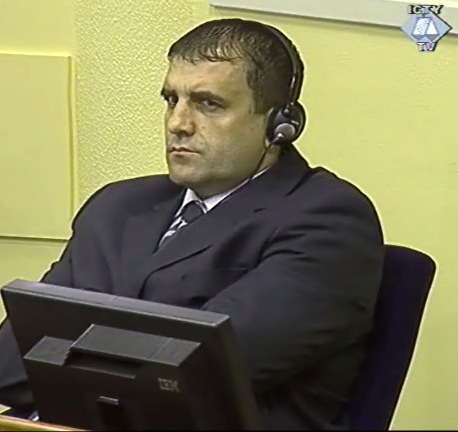
Milan Lukić
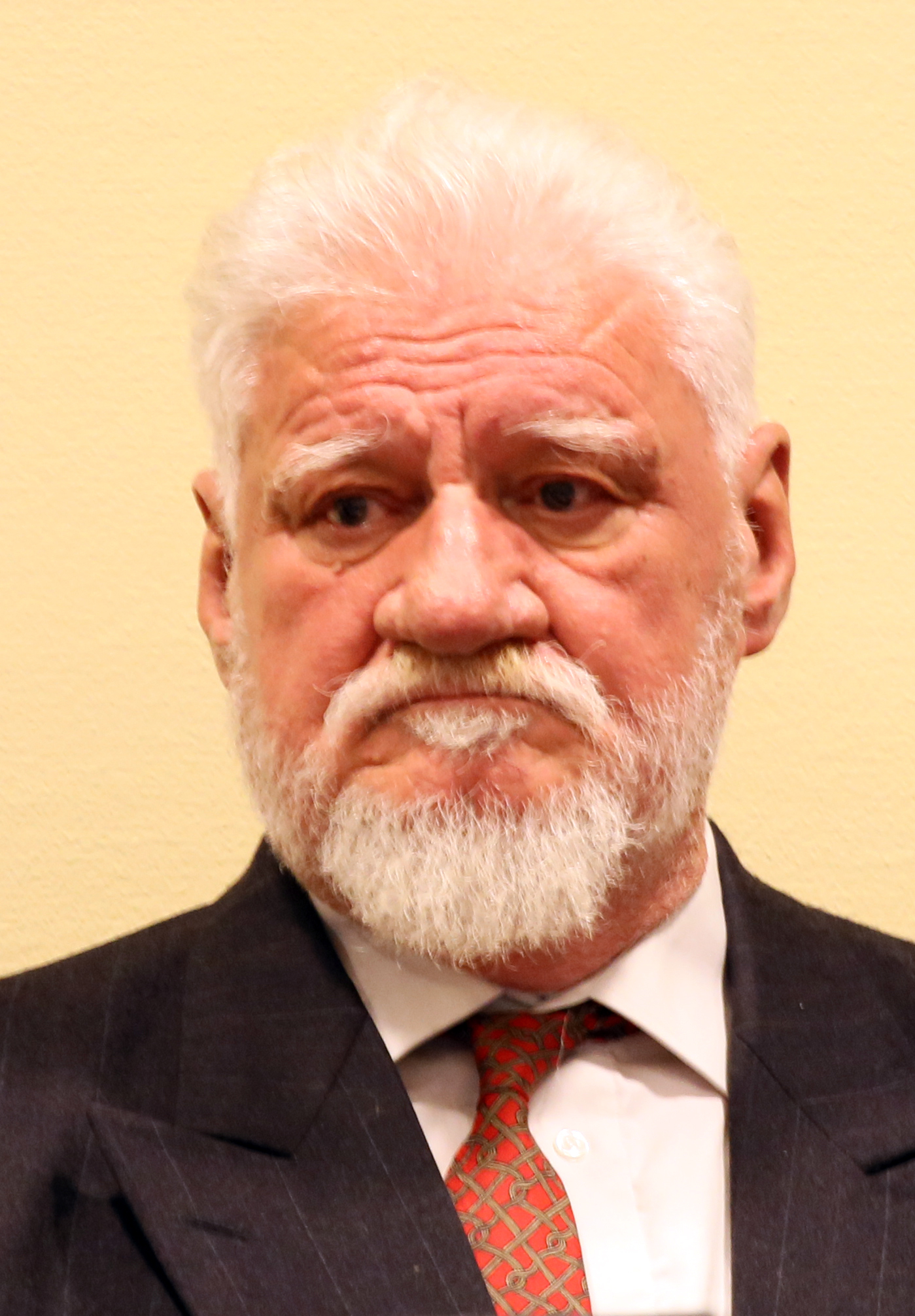
Slobodan Praljak

O Tribunal Penal Internacional para a Ex-Jugoslávia (TPIJ) foi um órgão das Nações Unidas criado para processar crimes graves cometidos durante as Guerras Jugoslavas e para julgar os seus autores. O tribunal era um tribunal ad hoc localizado em Haia, Países Baixos. Um dos julgamentos mais proeminentes envolveu o ex-presidente sérvio Slobodan Milošević, que foi indiciado em 2002 por 66 acusações de crimes contra a humanidade, crimes de guerra e genocídio alegadamente cometidos em guerras no Kosovo, na Bósnia e na Croácia. Seu julgamento permaneceu incompleto desde que ele morreu em 2006, antes de um veredicto ser alcançado. No entanto, o julgamento do TPIJ “ajudou a deslegitimar a liderança de Milosevic”, como afirmou um acadêmico.
Várias condenações foram proferidas pelo TPIJ e pelo seu sucessor, o Mecanismo Internacional Residual para Tribunais Penais (IRMCT). O primeiro veredicto notável confirmando o genocídio em Srebrenica foi o caso contra o general sérvio Radislav Krstić: ele foi condenado em 2001, enquanto a Câmara de Apelações confirmou o veredicto em 2004. Outro veredicto foi contra o ex-líder sérvio-bósnio, Radovan Karadžić, que também foi condenado por genocídio. Em 22 de novembro de 2017, o general Ratko Mladić foi condenado à prisão perpétua.

Outras condenações importantes incluíram as do ultranacionalista Vojislav Šešelj, líder paramilitar Milan Lukić, político sérvio bósnio Momčilo Krajišnik, general sérvio bósnio Stanislav Galić, que foi condenado pelo cerco de Sarajevo, o ex-ministro adjunto do Ministério de Assuntos Internos da Sérvia e chefe do Departamento de Segurança Pública, Vlastimir Đorđević, que foi condenado por crimes no Kosovo, o ex-comandante do JNA Mile Mrkšić  bem como ambos dos ex-presidentes da República Sérvia de Krajina Milan Martić  e Milan Babić. O Mecanismo Internacional Residual para Tribunais Penais de acompanhamento condenou Jovica Stanišić e Franko Simatović, oficiais do Serviço de Segurança do Estado do Ministério de Assuntos Internos da Sérvia, e concluiu:
A Câmara de Julgamento enfatizou que os crimes não foram cometidos de forma aleatória ou desorganizada, mas sim no decorrer de operações bem planejadas e coordenadas, demonstrando a existência de um propósito criminoso comum. A este respeito, enfatizou o padrão sistemático de crimes cometidos contra civis não-sérvios em todas as regiões abrangidas pela acusação. Neste contexto, a Câmara de Julgamento concluiu que estes crimes faziam parte do objectivo criminoso comum de remover à força e permanentemente os não-sérvios de grandes áreas da Croácia e da Bósnia e Herzegovina através dos crimes de perseguição, homicídio, deportação e actos desumanos (forçados transferência) acusado na acusação. Concluiu ainda que este objectivo comum era partilhado por altos funcionários políticos e militares, incluindo Slobodan Milošević, Radmilo Bogdanović, Radovan Stojičić (Badža), Mihalj Kertes, Milan Martić, Milan Babić, Goran Hadžić, Radovan Karadžić, Ratko Mladić, Momčilo Krajišnik, Biljana Plavšić, e Željko Ražnatović (Arkan).
O TPIJ também declarou sobre os objetivos políticos da guerra:
Os objectivos políticos das autoridades sérvias em Belgrado parecem ter sido criar um novo conjunto de territórios para os sérvios, tanto da Croácia como da Bósnia e Herzegovina, a serem acrescentados à Sérvia e Montenegro. Estas coincidiram com as tentativas das forças do JNA para impedir que cada uma das Repúblicas alcançasse a independência efectiva.
Vários croatas, bósnios e albaneses também foram condenados por crimes, incluindo o ex-líder croata da Herzegovina Jadranko Prlić e o comandante Slobodan Praljak, comandante militar croata bósnio Mladen Naletilić, ex-comandante do exército bósnio Enver Hadžihasanović  e o ex-comandante do Kosovo Haradin Bala.
No julgamento de Gotovina e outros, os generais croatas Ante Gotovina e Mladen Markač foram finalmente absolvidos em recurso em 2012.
Em 2019, com base no seu estatuto, o TPIJ concluiu que os funcionários sérvios foram considerados culpados de perseguições, deportação e/ou transferência forçada (crimes contra a humanidade, Artigo 5) na Croácia, Bósnia e Herzegovina, Kosovo  e Voivodina. Também foram considerados culpados de homicídio (crimes contra a humanidade, Artigo 5) na Croácia, na Bósnia e Herzegovina  e no Kosovo; bem como terror (violações das leis ou costumes de guerra, Artigo 3)  e genocídio (Artigo 4)  na Bósnia e Herzegovina. As forças croatas não foram consideradas culpadas de nada na Croácia, mas foram consideradas culpadas de deportação, outros actos desumanos (transferência forçada), assassinato e perseguições (crimes contra a humanidade, Artigo 5) na Bósnia e Herzegovina. As forças bósnias foram consideradas culpadas de tratamento desumano (graves violações das Convenções de Genebra, artigo 2.º), homicídio; tratamento cruel (violações das leis ou costumes de guerra, Artigo 3) na Bósnia e Herzegovina. Um funcionário albanês foi considerado culpado de tortura, tratamento cruel e homicídio (violações das leis ou costumes de guerra, artigo 3.º) no Kosovo.

## Consequências

### Tráfico de armas
Depois do fim dos combates, milhões de armas foram deixadas aos civis, que as seguraram para o caso de a violência ressurgir. Estas armas apareceram mais tarde no mercado negro de armas da Europa.
Em 2018 não havia números oficiais exatos sobre quantas armas de fogo estavam desaparecidas; na Sérvia, as autoridades forneceram estimativas que variam entre 250 000 e 900 000 de diferentes tipos em circulação. Na Bósnia, os relatórios públicos indicam um número de 750 000. No final de 2017, um homem entrou num autocarro em Banja Luka transportando dois sacos com 36 granadas de mão, três espingardas de assalto, sete pistolas, uma mina e centenas de cartuchos tendo como destino Gotemburgo. Ele foi detido no país vizinho, a Eslovênia. Uma mulher de 26 anos foi detida na fronteira com a Croácia com três armas antitanque e uma granada de mão. A polícia encontrou quatro metralhadoras, três fuzis de combate, três fuzis de assalto e uma grande quantidade de explosivos na casa de um homem de 79 anos. De acordo com um funcionário do PNUD, fazer com que os civis entreguem as suas armas às autoridades estatais é complicado, pois as pessoas são então forçadas a confiar que as autoridades as protegerão. Em vez disso, os criminosos recolhem as armas. Algumas das armas desaparecidas foram utilizadas nos ataques de novembro de 2015 em Paris, durante os quais 130 pessoas foram mortas por jihadistas. Outras armas eram rifles de assalto usados no tiroteio em um pub em Gotemburgo em 2015.
Os esforços do governo do estado sucessor para reduzir a prevalência de armas detidas ilegalmente são coordenados através de uma Abordagem Regional para a Redução de Arsenais (RASR), centrada na redução de arsenais, no desvio de armas e em explosões inexplicáveis no Sudeste da Europa. Os parceiros incluem a União Europeia, o Gabinete de Remoção e Redução de Armas dos EUA, a Agência de Redução de Ameaças de Defesa dos EUA (DTRA) e a Agência de Apoio e Aquisições da OTAN. Financiadas pelo Governo dos EUA, as atividades incluem workshops anuais com a participação de funcionários do governo dos EUA dos Departamentos de Estado e da Defesa e de representantes do Ministério da Defesa dos Estados sucessores da Iugoslávia.

### Tráfico de drogas
Desde o início das hostilidades entre facções beligerantes na antiga Iugoslávia, o Exército de Libertação do Kosovo, bem como a máfia sérvia, têm estado envolvidos no comércio ilegal de drogas, particularmente com a entrada de heroína da Ásia Ocidental na Europa Central e Ocidental. No início da década de 1990, 2 000 albaneses do Kosovo foram detidos em prisões suíças sob a acusação de contrabando de armas e drogas. Ao longo da guerra, um total de várias toneladas de heroína foram confiscadas pela Interpol e pelas autoridades locais. As operações ilegais de contrabando de drogas também levaram a crimes adicionais em toda a Europa Ocidental, que incluíram assaltos a bancos e extorsões cometidas por grupos criminosos que operam fora da Europa Oriental. A intensificação do consumo de heroína na Europa Ocidental levou à expansão dos mercados de drogas ao ar livre, particularmente na Suíça. Os grupos criminosos bósnios continuam a ter um impacto significativo no tráfico global de drogas, através da entrada no lucrativo comércio de cocaína.

## Cronologia
1990
- Revolução das Toras. O Oblast Autônomo Sérvio de Krajina é proclamado em uma área indefinida da Croácia.

1991

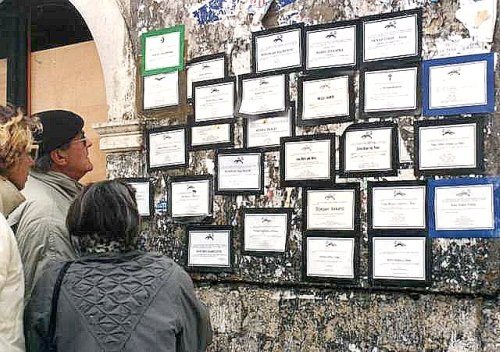
Pessoas observando novas notificações de morte em um muro em Dubrovnik durante o cerco, dezembro de 1991.

- A Eslovênia e a Croácia declaram a independência em Junho, a Macedônia do Norte em Setembro. A Guerra na Eslovênia dura dez dias e resulta em dezenas de mortes. O exército iugoslavo deixa a Eslovênia após a intervenção da ONU, que insistiu que a Eslovênia fosse autorizada a sair, mas apoia as forças rebeldes sérvias na Croácia. A Guerra da Independência da Croácia começa na Croácia. As áreas sérvias na Croácia declaram independência, mas são reconhecidas apenas por Belgrado.
- Vukovar é devastada por bombardeios e bombardeios, e outras cidades como Dubrovnik, Karlovac e Osijek sofrem danos extensos.[222] Os refugiados provenientes de zonas de guerra sobrecarregam a Croácia, enquanto a Europa demora a aceitar refugiados.
- Na Croácia, cerca de 250 mil croatas e outros não-sérvios foram forçados a abandonar as suas casas ou fugiram da violência.[223]

1992

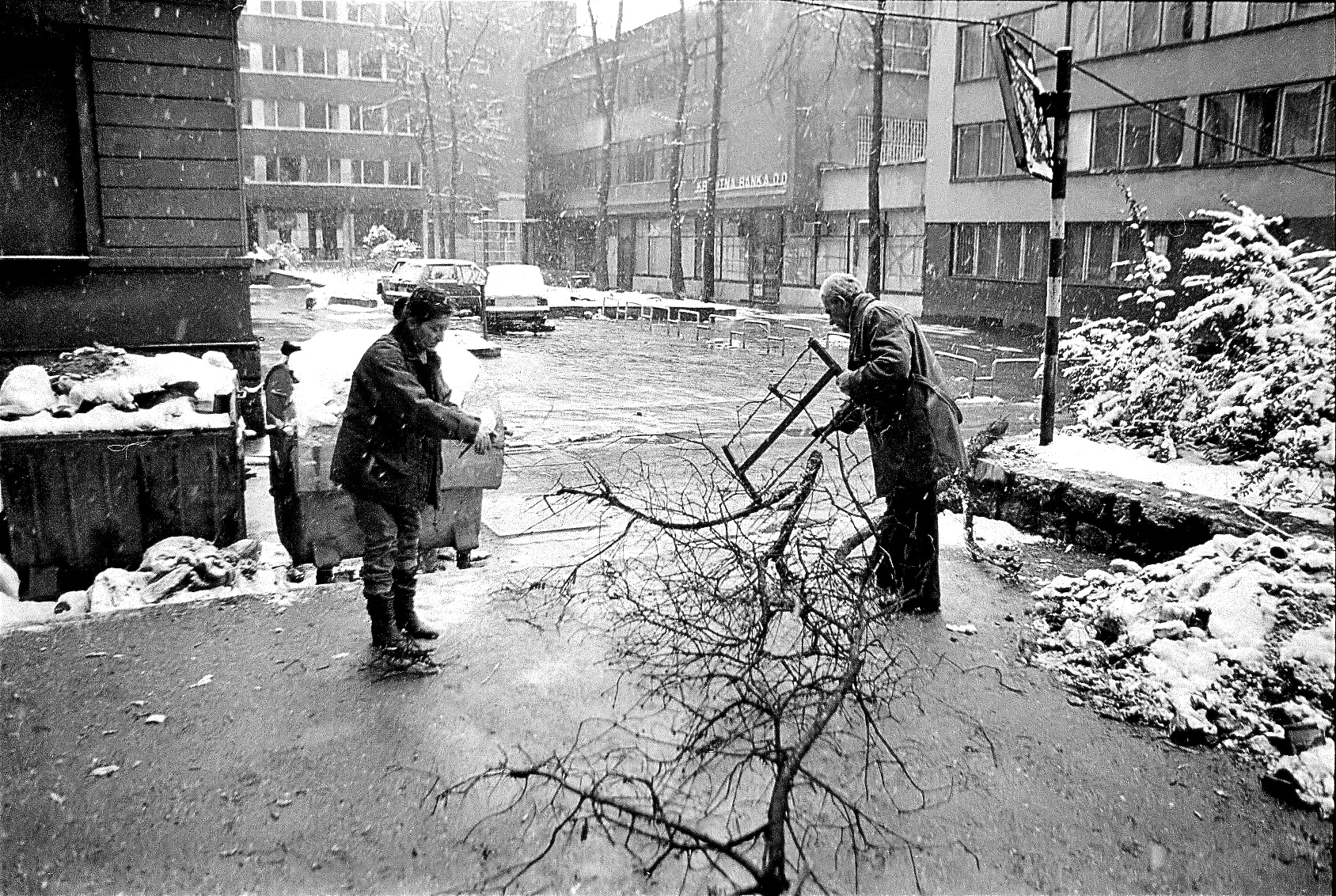
Os residentes sitiados recolhem lenha no inverno rigoroso de 1992, durante o Cerco de Sarajevo.

- Assinado o Plano Vance, criando quatro zonas da Força de Proteção das Nações Unidas para os sérvios e encerrando os combates em grande escala na Croácia.
- A Bósnia declara independência. A Guerra da Bósnia começa com a liderança militar sérvia da Bósnia, mais notavelmente Ratko Mladić, tentando criar um novo estado sérvio separado, a Republika Srpska, através do qual conquistariam o máximo possível da Bósnia para a visão de uma Grande Sérvia [224] ou um remanescente da Iugoslávia.[225][226][227]
- Proclamou-se a República Federal da Iugoslávia, composta pela Sérvia e Montenegro, as duas repúblicas restantes.
- As Nações Unidas impõem sanções contra a República Federal da Iugoslávia pelo seu apoio à não reconhecida República Sérvia de Krajina na Croácia e à Republika Srpska na Bósnia.[228] Em Maio de 1992, a Eslovénia, a Croácia e a Bósnia tornam-se membros da ONU. A RF Iugoslávia afirma ser a única herdeira legal da RSFI, que é disputada por outras repúblicas. Os enviados da ONU concordam que a Iugoslávia se “dissolveu em repúblicas constituintes”.
- O exército iugoslavo recua da Bósnia, mas deixa suas armas para o exército da Republika Srpska, que ataca cidades bósnias mal armadas de Zvornik, Kotor Varoš, Prijedor, Foča, Višegrad, Doboj. Começa a limpeza étnica de Prijedor e o cerco a Sarajevo. Centenas de milhares de refugiados não-sérvios fogem.
- A Guerra croata-bosníaca começa na Bósnia.

1993

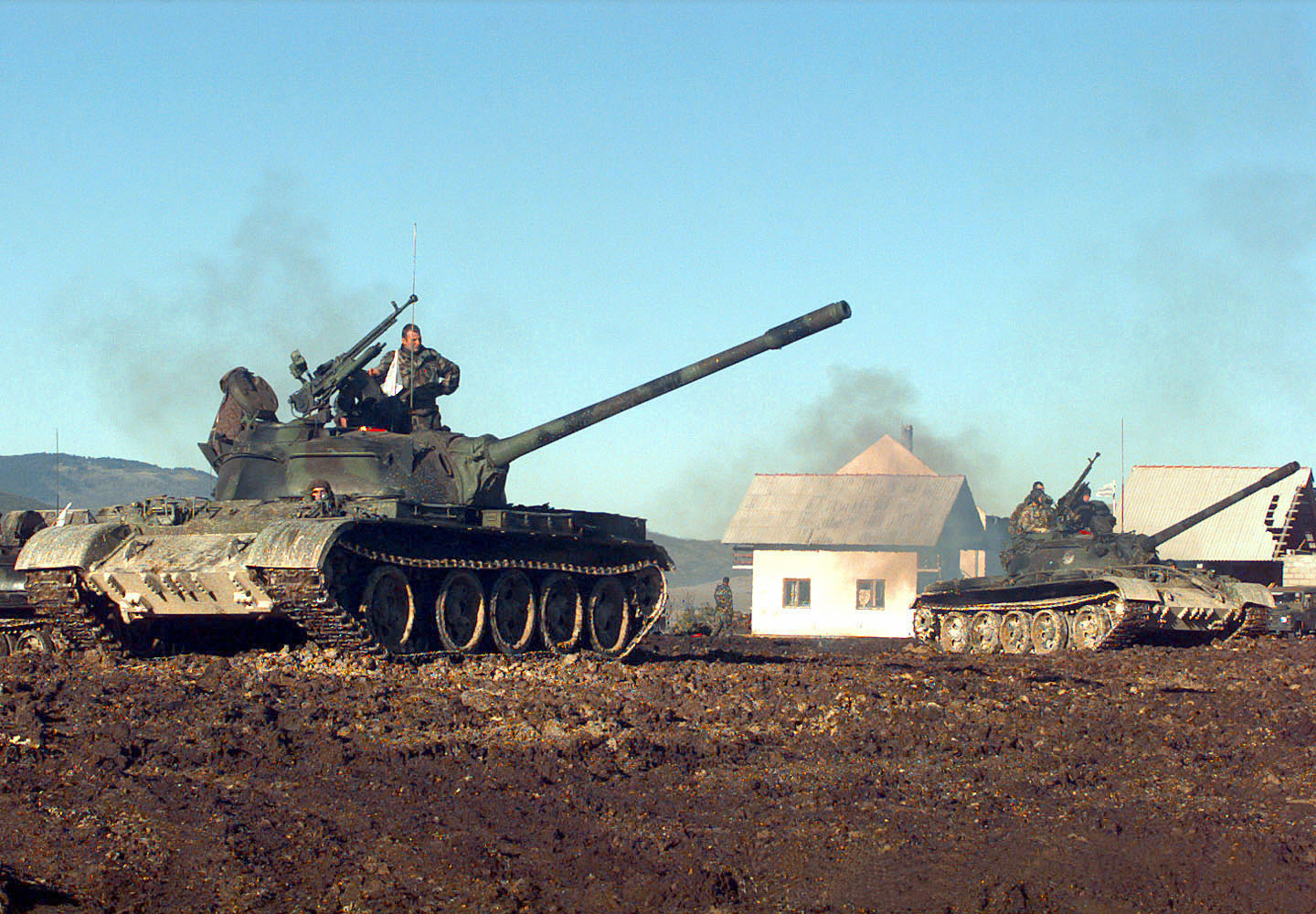
Dois tanques de batalha principais T-55 do Conselho de Defesa Croata (HVO) assumem posição de tiro durante um exercício de três dias realizado na Cordilheira Barbara em Glamoč, Bósnia e Herzegovina.

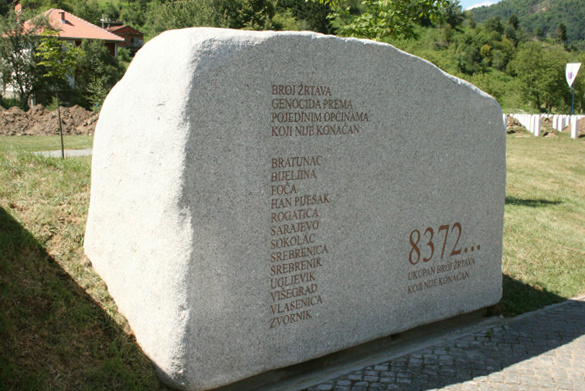
Pedra Memorial do Genocídio de Srebrenica em Potočari.

- Os combates começam na região de Bihać entre as forças do governo bósnio leais a Alija Izetbegović, e os bósnios leais a Fikret Abdić, também apoiados pelos sérvios.
- Sanções na RF Iugoslávia, agora isolada, criam hiperinflação de 300 milhões por cento do dinar iugoslavo.[183]
- Massacre de Ahmići: as forças croatas matam mais de uma centena de muçulmanos bósnios.
- Batalha de Mostar. Patrimônio Mundial da UNESCO, Stari Most (A Ponte Velha) em Mostar, construída em 1566, foi destruída pelas forças HVO croatas.[229] Sendo reconstruída em 2003.
- ARBiH lança a Operação Neretva '93 contra HVO na Herzegovina, que terminou em impasse.

1994
- Bombardeio no mercado Markale em Sarajevo.
- Tratado de paz entre bósnios e croatas arbitrado pelos Estados Unidos, formada a Federação da Bósnia e Herzegovina.
- A RF Iugoslávia começa lentamente a suspender o seu apoio financeiro e militar à Republika Srpska.[230]

1995
- Massacre de Srebrenica relatado. 8 000 bósnios mortos pelas forças sérvias.[115]
- A Croácia lança a Operação Flash, recapturando uma parte do seu território, mas dezenas de milhares de civis sérvios fogem da área. A RSK responde com o ataque de foguetes de Zagreb.
- A Croácia lança a Operação Tempestade, recuperando todas as zonas da UNPA, exceto a Eslavônia Oriental, e resultando no êxodo de 150 000–200 000 sérvios das zonas. As forças iugoslavas não intervêm. A guerra na Croácia termina.
- A OTAN lança uma série de ataques aéreos contra a artilharia sérvia da Bósnia e outros alvos militares. Os exércitos croata e bósnio iniciam uma ofensiva conjunta contra a Republika Srpska.
- Acordo de Dayton assinado em Paris. Termina a guerra na Bósnia e Herzegovina. As consequências da guerra são mais de 100 000 mortos e desaparecidos e dois milhões de pessoas deslocadas internamente ou refugiadas.[231]

1996
- A RF Iugoslávia reconhece a Croácia e a Bósnia e Herzegovina.
- Os combates eclodem no Kosovo entre os rebeldes albaneses e as autoridades iugoslavas da RF.
- Na sequência de alegações de fraude nas eleições locais, dezenas de milhares de sérvios manifestam-se em Belgrado contra o governo Milošević durante três meses.[232]

1998
- A Eslavônia Oriental reintegra-se pacificamente na Croácia, após uma transferência gradual de poder de três anos.
- Os combates no Kosovo aumentam gradualmente entre os albaneses que exigem a independência e o Estado.

1999

Edifício do Ministério da Defesa da Iugoslávia em Belgrado, destruído durante o bombardeio da OTAN em 1999.

- Massacre de Račak, negociações de Rambouillet fracassam. A OTAN inicia uma campanha militar no Kosovo e bombardeia a RF da Iugoslávia na Operação Força Aliada.[233]
- Após a assinatura de um acordo por Milošević, o controlo do Kosovo é entregue às Nações Unidas, mas continua a fazer parte da federação da Iugoslávia. Depois de perder guerras na Croácia, na Bósnia e no Kosovo, numerosos sérvios deixam essas regiões para encontrar refúgio no resto da Sérvia. Em 1999, a Sérvia acolheu cerca de 700 000 refugiados sérvios ou deslocados internos.[162]
- Novos combates irrompem entre albaneses e forças de segurança iugoslavas em áreas povoadas albanesas fora do Kosovo, com a intenção de juntar três municípios ao Kosovo (Preševo, Bujanovac e Medveđa).
- Franjo Tuđman morre. Pouco depois, seu partido perde as eleições.

2000
- Slobodan Milošević é destituído do cargo e Vojislav Koštunica torna-se o novo presidente da Iugoslávia. Com a deposição de Milošević e a posse de um novo governo, a RF da Jugoslávia restaura os laços com o Ocidente. As sanções políticas e econômicas são totalmente suspensas e a RFI é reintegrada em muitas organizações políticas e econômicas, tornando-se também candidata a outros esforços de colaboração.

2001
- Uma insurgência albanesa começa na Macedônia.
- O conflito no sul da Sérvia termina em derrota para os albaneses.
- O conflito na Macedônia termina com o Acordo de Ohrid.